# 灣仔

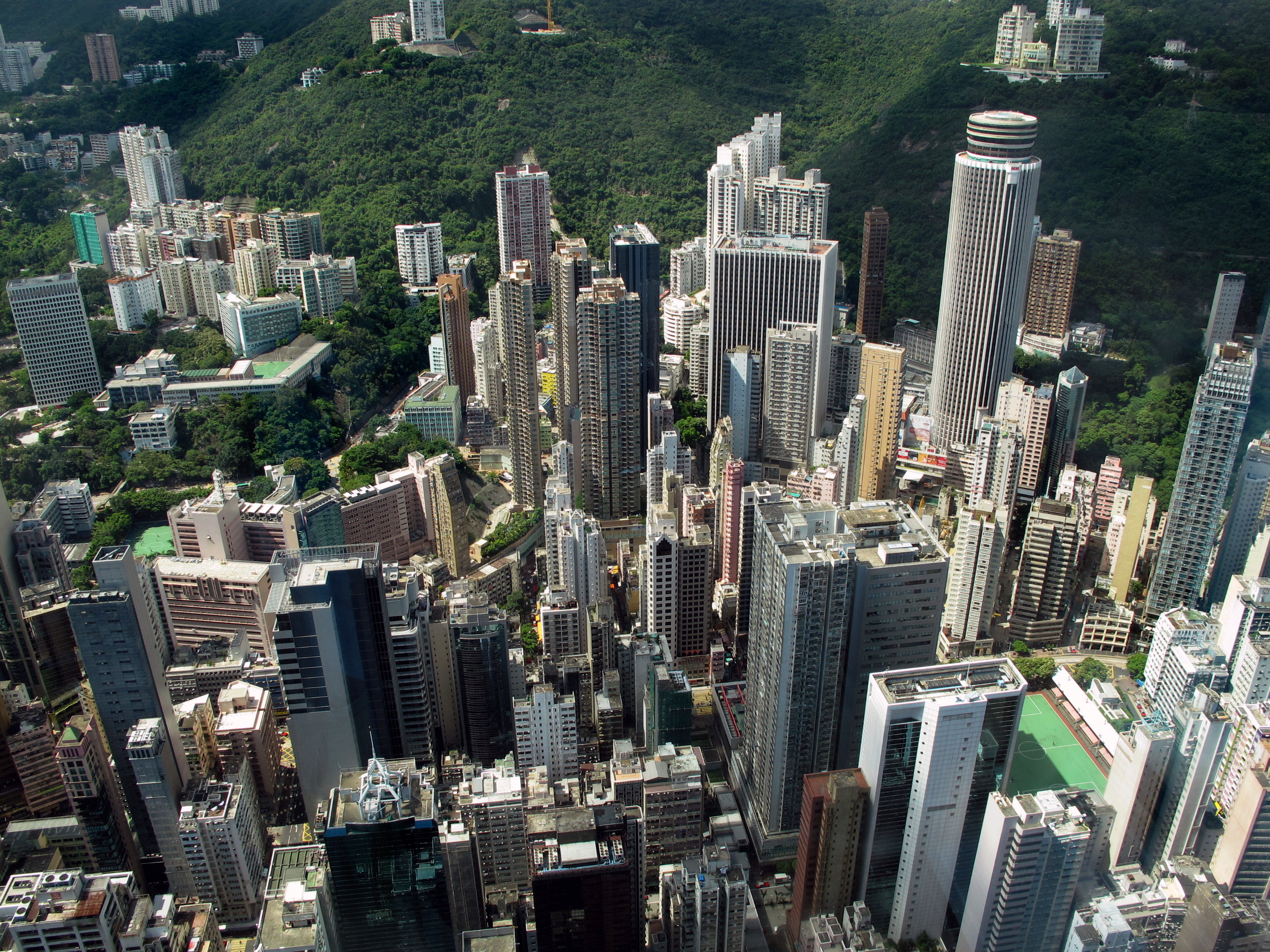
灣仔內街

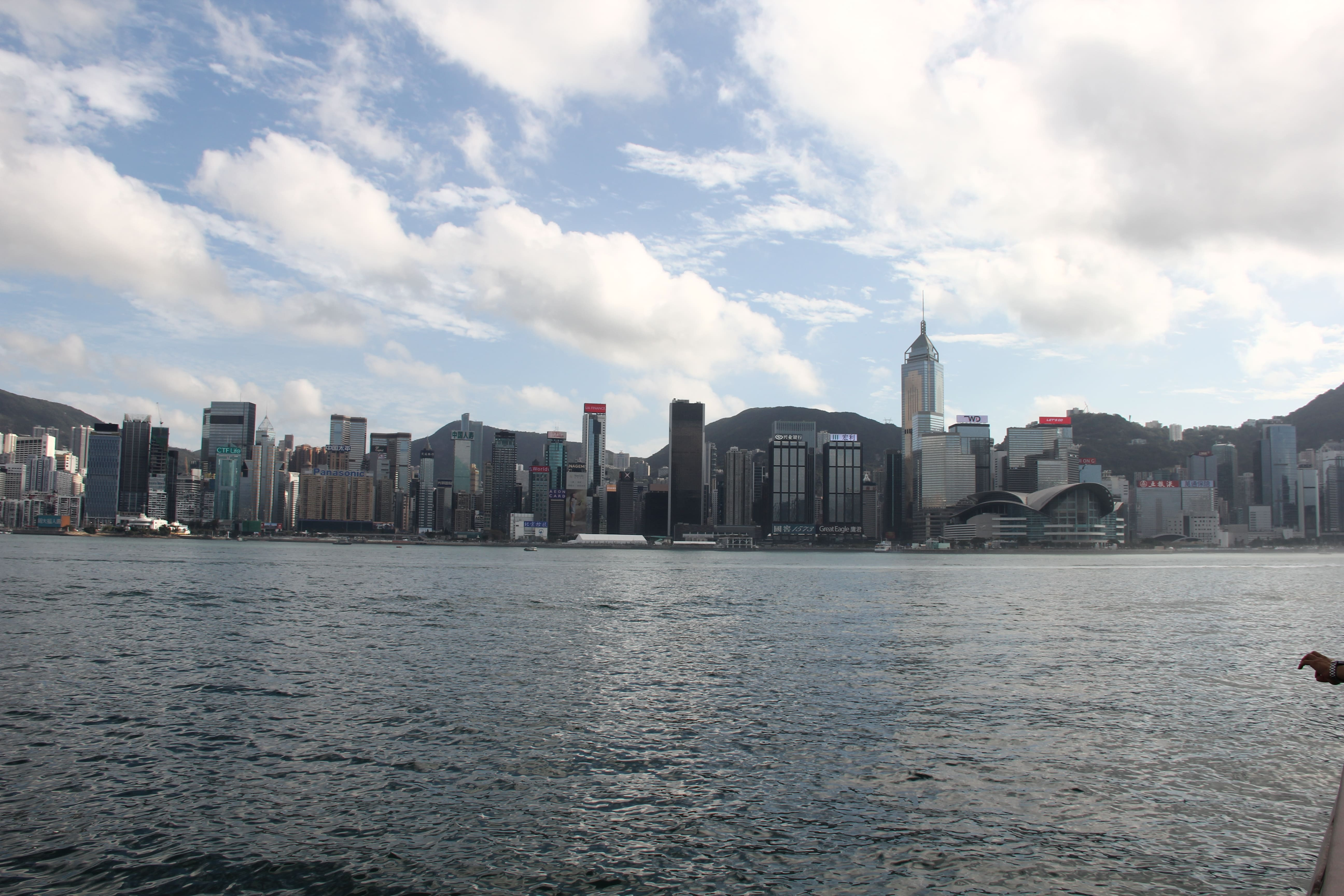
灣仔高樓大廈林立

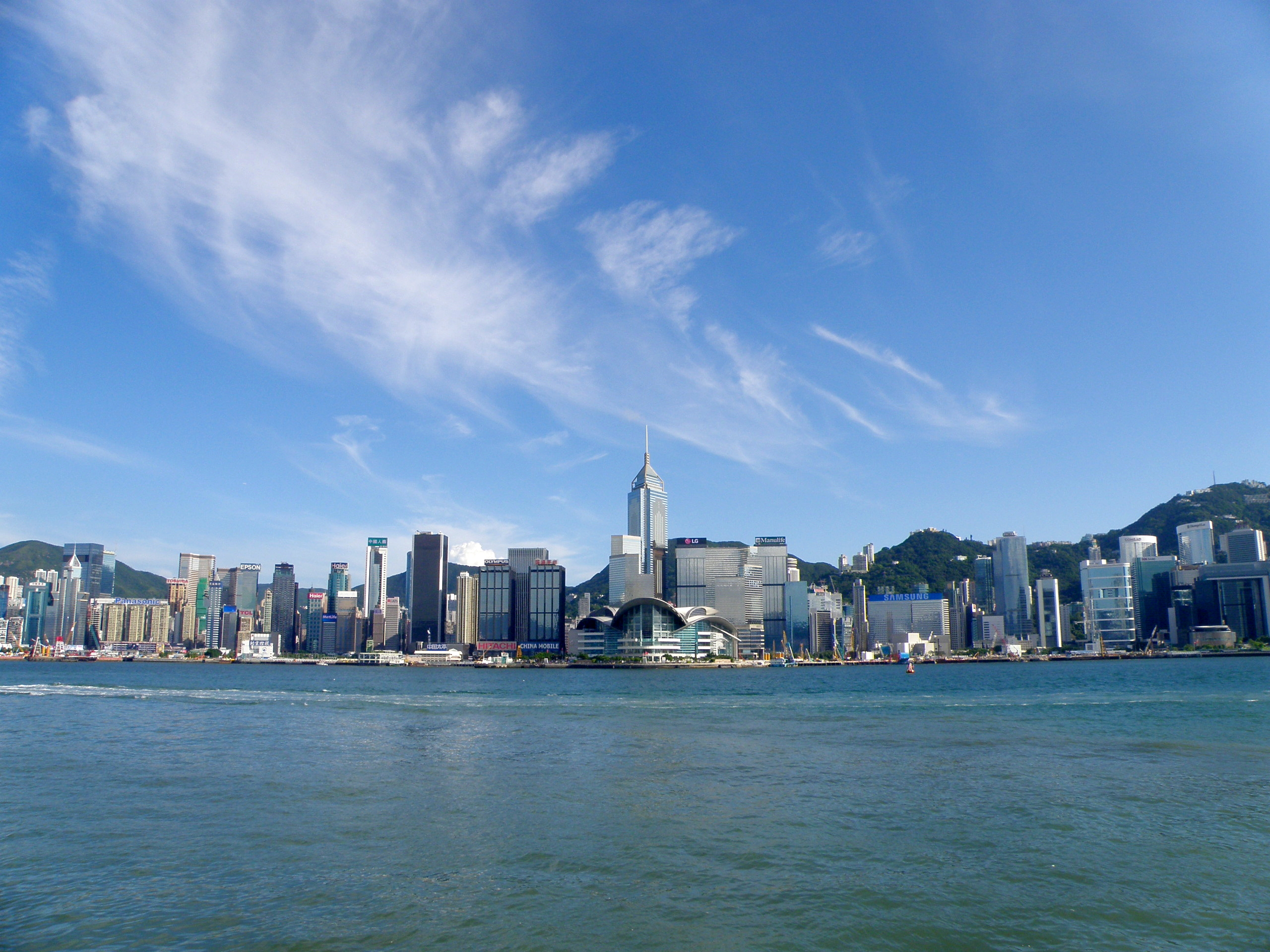
從尖沙咀觀看灣仔天際線

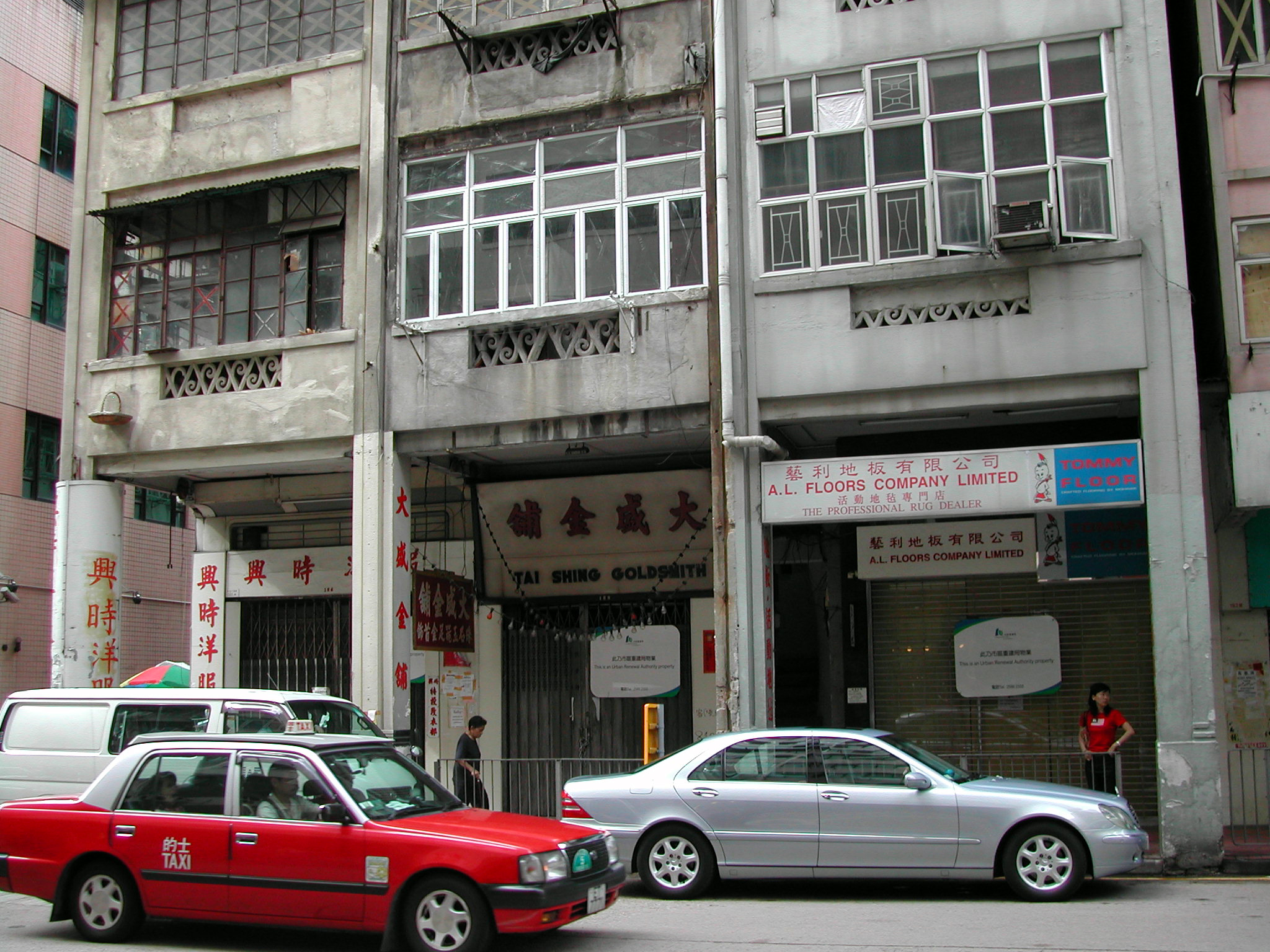
灣仔具嶺南建築風格的唐樓

灣仔（坊間亦作Wanchai，舊作Wan Tsai），舊稱下環，位於香港島灣仔區的西部，是灣仔區的主要組成部分，東起堅拿道，西至軍器廠街，南至寶雲道。
1841年清朝轉讓香港島統治權大英帝國前，寶安縣香爐峯灣仔一帶已有人居住，當中主要為漁民。英國政府在香港建立殖民地後，灣仔是華人主要的聚居地，也是香港最早發展的地區之一，亦曾為英國殖民政府的軍事基地，現時是香港其中一個主要商業區，區內亦有很多舊式住宅大廈，因此也面對著市區老化的問題。
灣仔是一個人口流動相當大的區域，雖然居住人口只有十多萬，但每日卻有達六十萬的通勤人口在該區上班和上學。作為住宅、商業、購物及娛樂一應俱存之地，加上毗鄰中心商業區中環及購物區銅鑼灣，灣仔的交通需求相當大。港鐵、巴士、小巴、電車及渡輪等公共交通工具都服務著該區。此外區內也有一些摩天大廈和地標建築，如中環廣場及香港會議展覽中心等，所以也成為訪港旅客常到的旅遊點。
過往許多香港政府部門選址於灣仔，唯近年逐漸搬遷到其他區域，如港島東區和九龍東辦公，令灣仔失去了部分原本的經濟中心及政治中心的功能。但仍有部分政府和司法機構位於灣仔，例如香港警察總部、香港區域法院。

## 名稱
灣仔之名來源於現今灣仔洪聖廟一帶原來的小海灣地貌，故當地村民稱呼該海灣爲「灣仔」。香港開埠後灣仔附近成爲華人的聚居地，當時的華人對香港島北岸城區有「四環九約」的通俗分區，現今灣仔到銅鑼灣禮頓山以東一帶被稱爲「下環」，爲「四環」其中一環。1847年灣仔洪聖廟落成，當地人流漸多，而「灣仔」之名也不脛而走，至1881年港英政府根據民俗將「下環」之地正式命名爲「灣仔」。
從香港開埠到20世紀中葉，港英政府對維多利亞城的官方分區可分爲東、中、西三區，根據維多利亞城界碑所示，維多利亞城東界在現今跑馬地黃泥涌道，故可肯定灣仔一帶屬於當時的「東區」。1963年港英政府對香港島北岸及九龍半島重新分區，灣仔之地被確立爲「灣仔區」。到了1982年香港建立區議會制度，原「灣仔區」與「銅鑼灣區」和「跑馬地區」合併成大「灣仔區」，並沿用至今。
現今的灣仔區並不只有灣仔，還包括了銅鑼灣、天后、跑馬地、大坑、渣甸山及灣仔峽等地。2023年區議會選舉改革前，灣仔區議會內部的分區中，有三個（軒尼詩區、愛群區和大佛口區）是完全位於灣仔，另外有兩個（鵝頸區和修頓區）則部份位於灣仔。

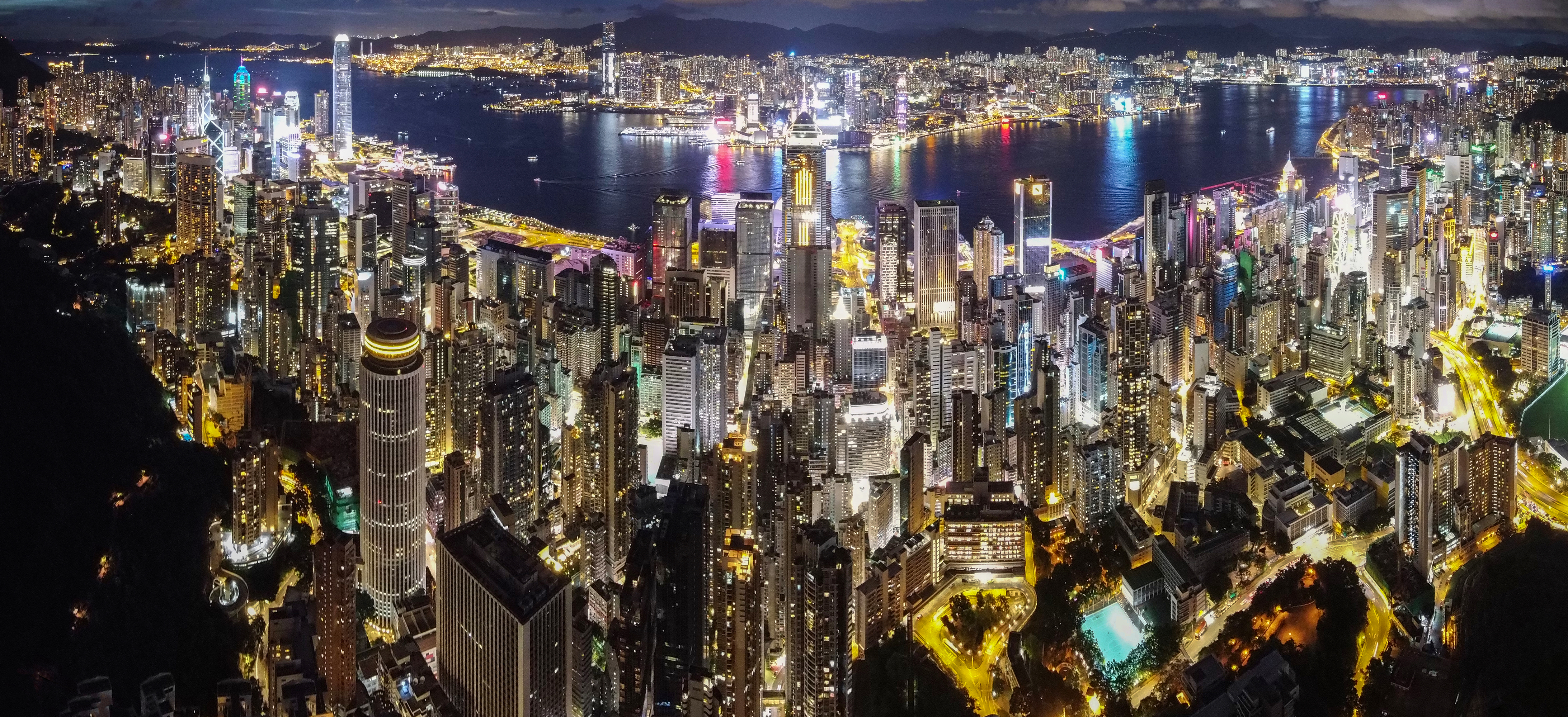
灣仔夜景（2021年）

## 歷史

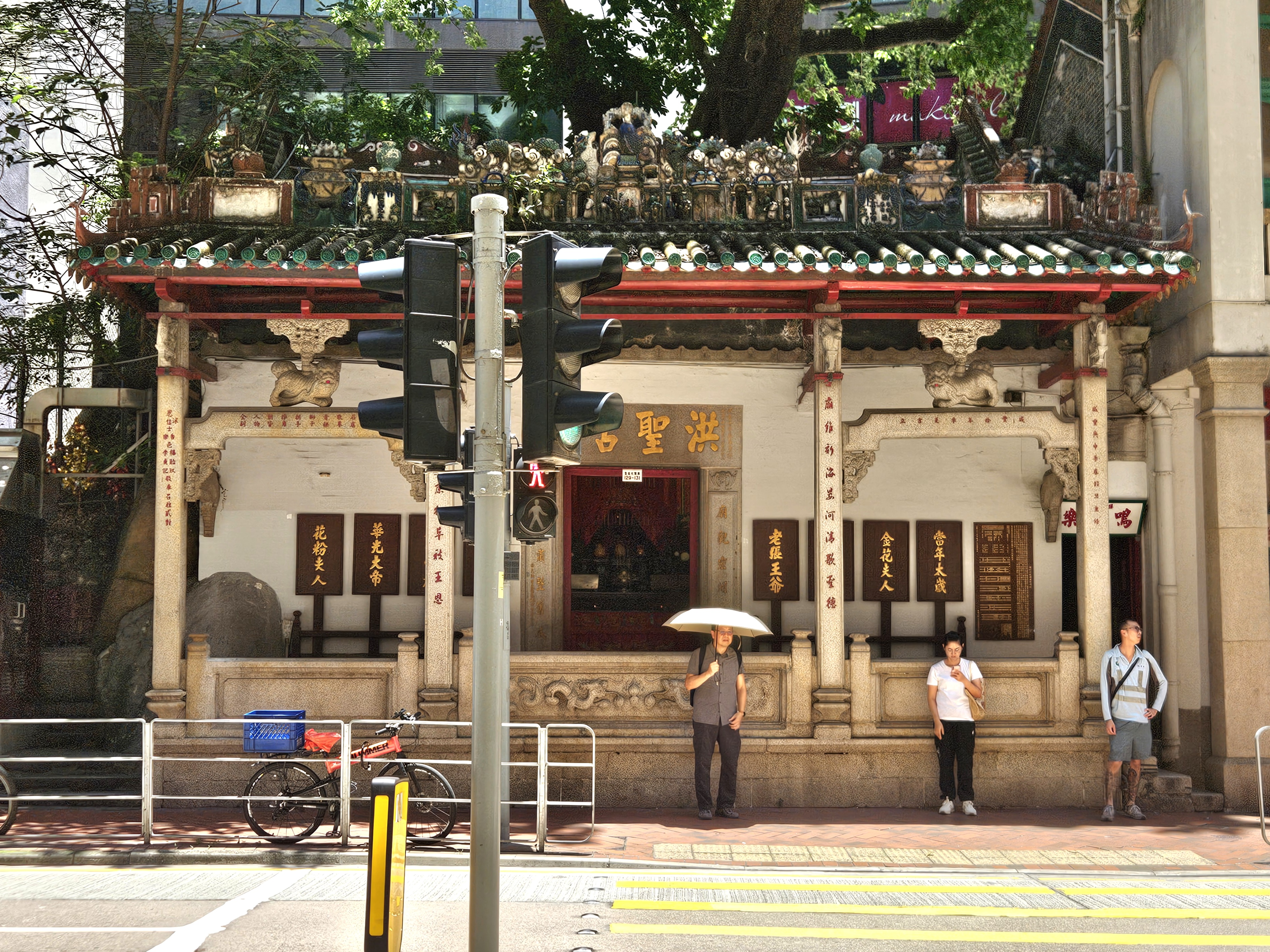
灣仔洪聖廟

19世紀時，灣仔爲香港華人俗稱爲「下環」。自1843年以來，灣仔一直是華人聚居的地方，英國人及其他外國人則多居於中環。1874年桂文燦編纂的《廣東圖說》同治刊本，當中以群帶路標誌為「上環」、「中環」和「下環」，而1866年的《新安縣全圖》，當時的群帶路所標示的位置亦在灣仔現址相近。
灣仔之名本是「小海灣」的意思，不過隨著城市的發展以及持續的移山填海，昔日的「小海灣」早已不復見。今日皇后大道東，大王東街和大王西街「洪聖廟」附近一帶，就是原來名爲「灣仔」的小海灣所在地。在填海之前，灣仔的海岸線亦在洪聖廟附近。灣仔當時是居民捕魚的主要地方。惟經過多年的填海，海岸線早已北移數百米，現時皇后大道東一帶已被商業大廈及住宅大廈包圍。

### 早期發展

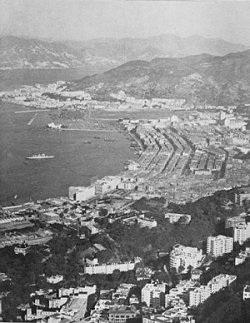
1960年代的灣仔

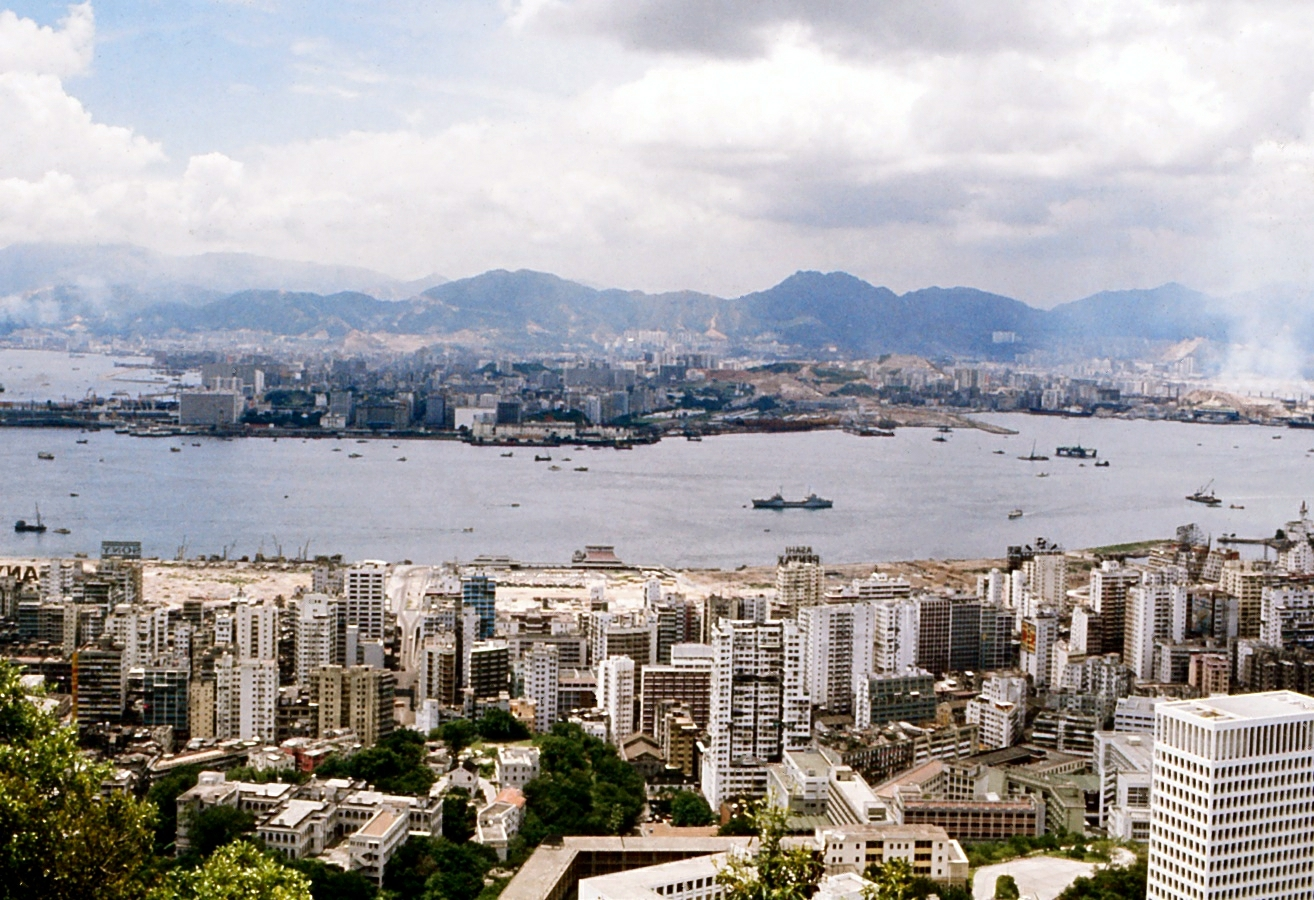
1971年的灣仔

1840年代英國人到來以後，春園街（Spring Garden Lane）附近很快就開始發展。寶順洋行東主顛地（Lancelot Dent）在此建一私邸「春園別墅」，其範圍由灣仔道伸展至大王東街。別墅內有一小湖供划舢板之用，其水源乃由石水渠街所引入。春園英語本來的意思是指花園內有一泉水（Spring）。至於春園街附近的汕頭街和廈門街等，當時則為儲存準備運到不同的口岸城市的貨品倉庫。而船街、麥加力哥街則為停泊及維修船隻的碼頭及船塢。後來顛地破產，春園亦於1867年消失。上述地段於1930年代前是繼石塘咀後另一妓女流連之地，她們在一些稱為大number（號碼）妓寨的唐樓（唐樓門牌大大地鬆在柱上而得名），但與石塘咀不同的是有洋妓提供，甚至西片《蘇絲黃的世界》亦於灣仔取景。至於在春園以西的日、月、星三街附近是香港首家發電廠的舊址。至於灣仔道以東、今日活道一帶原為一小山丘摩理臣山，曾經是石礦場。石礦至戰後方才開採完畢後，摩理臣山亦被夷平。現在香港專業教育學院摩理臣山分校至今仍有一角石牆為紀念。日佔時期灣仔有「小東京」之稱，是日本人主要的聚居地，從灣仔臨海至中環一帶也是日軍軍事要地，停泊有日軍戰艦。

### 填海工程及灣仔北
早期灣仔最繁盛地區是在皇后大道東一帶，而海岸線歷年不停的隨著填海外移。1841年建築皇后大道前，海岸約在大道東附近。建造大道東時倒進海中的沙土成了新的土地，新的海岸稱為海旁東，即今日的莊士敦道。這就是香港最早的填海工程之一。到了1902年建造香港電車時，電車路即設在海旁東。1922年起的大規模灣仔填海工程，歷時九年，將海岸線推至告士打道一帶，並開避軒尼詩道、駱克道等街道，灣仔面積因而增加90英畝。現時位於灣仔道與軒尼詩道之間，在集成中心旁邊小公園的楷梯有一金線，即為填海前的海岸線。第二次世界大戰後的1965年至1972年，另一大型填海工程則把海岸推至今日的會議道、灣仔碼頭一帶；告士打道以北的區域，現通常稱為灣仔北（英語：Wan Chai North）；再之後的填海則是1994年4月建造會議展覽中心二期（新翼）時進行，以及現時的灣仔填海計劃第二期，將成爲日後「灣仔北」發展區的核心地段。

動畫展示灣仔歷年海岸線的變化

### 古今建築

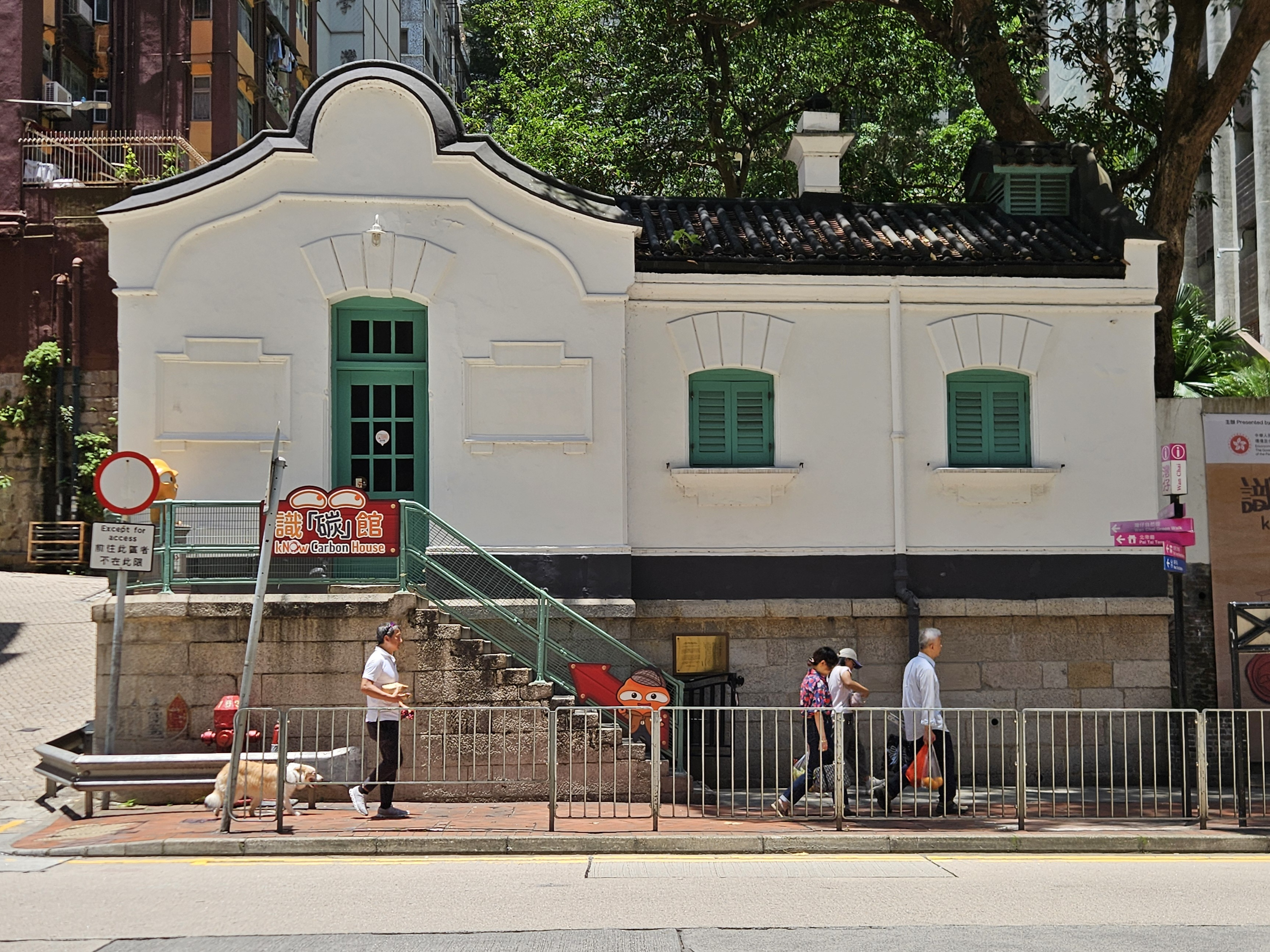
舊灣仔郵政局，現今用作環境保護署環境資源中心

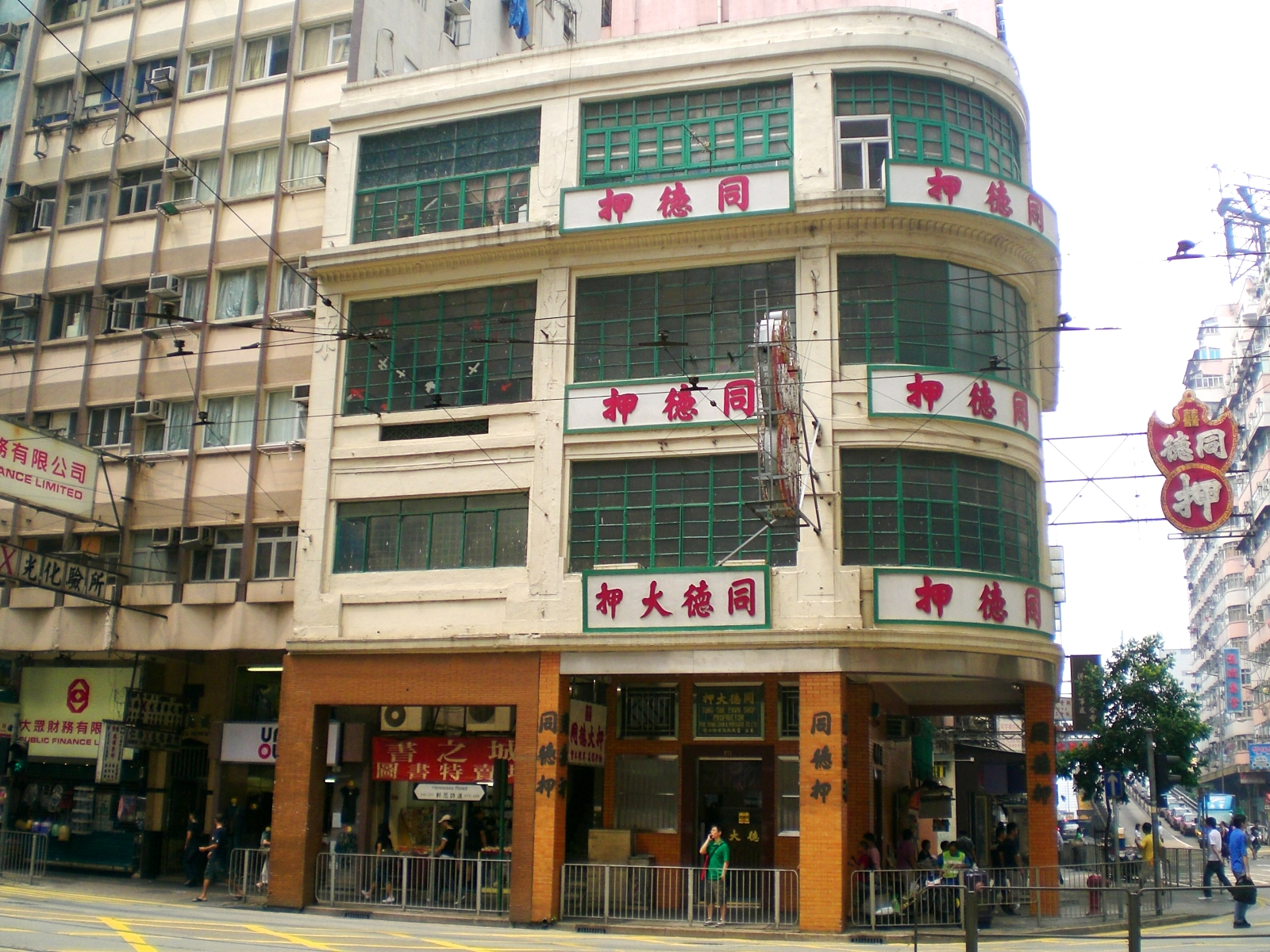
位於灣仔軒尼詩道的當舖——同德押，2013年已獲屋宇署批准重建為23層高商廈，2015年8月拆卸

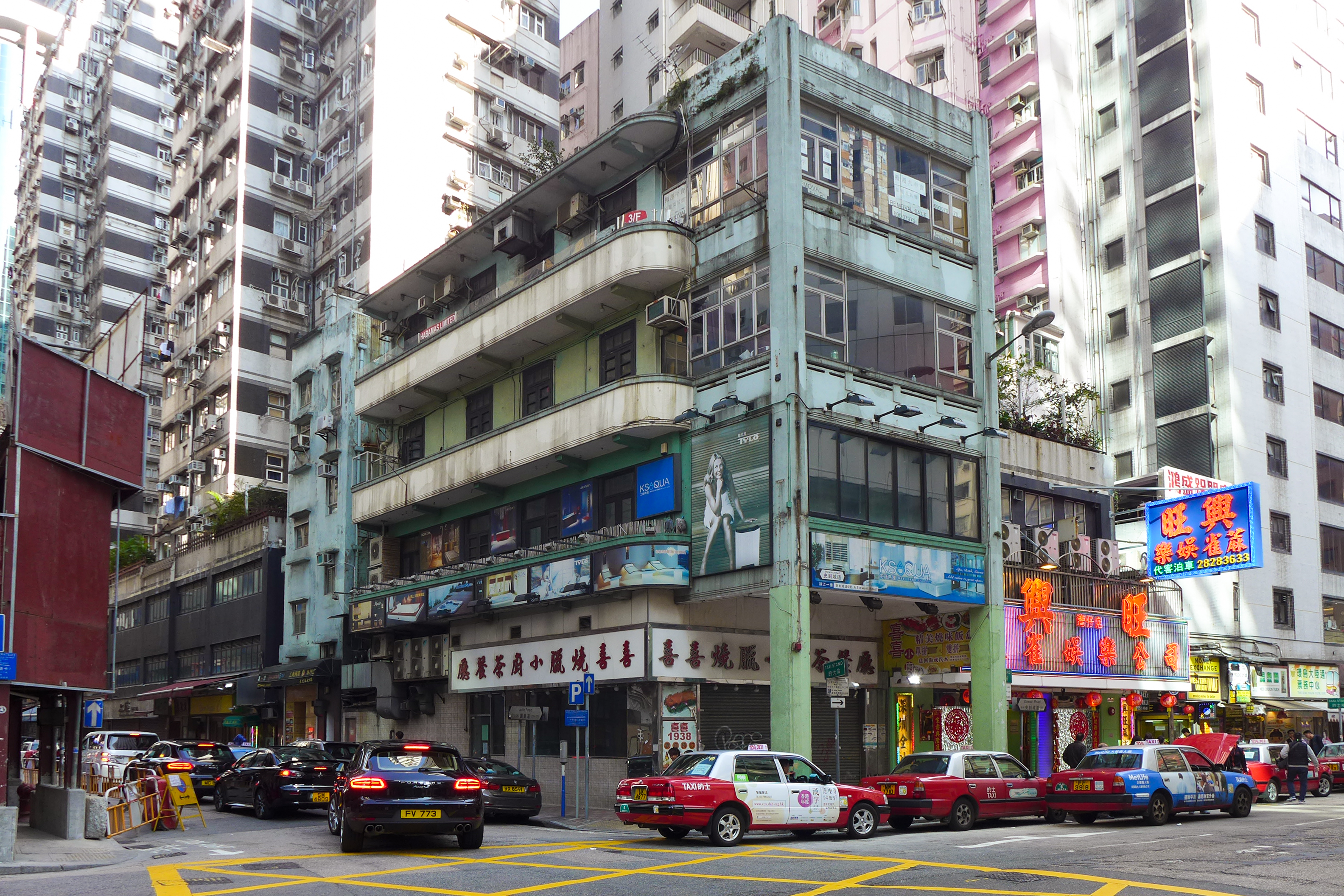
建於1930年代的史釗域道6號是全港唯一中式直角轉角唐樓，2016年12月獲被評為三級歷史建築。不過唐樓已被恒基及資深投資者收回，有機會被清拆

雖然多年的重建令灣仔失去了很多的歷史建築，但倘若小心察看，會發現灣仔的街道由南向北正好是香港的發展史的縮影。最接近山旁的皇后大道東一帶是19世紀開埠前已有人居住的地方，發展得最早，亦有最多歷史古蹟。包括：
- 洪聖廟，位於皇后大道東、大王東街交界，建於1847年。
- 綠屋，位於茂蘿街。
- 北帝廟，毗鄰石水渠街的聖雅各福群會，建於1862年。
- 錫克廟，建於1901年，並於1935年增建，2018年重建，2023年落成啟用，位於司徒拔道和皇后大道東交界。
- 南固臺，建於1918年人稱鬼屋，位於船街及堅尼地道之間，為近年最具爭議的重建項目。
- 舊灣仔郵政局，皇后大道東、灣仔峽道交界，建於1912年。
- 藍屋，位於石水渠街，建於1920年，曾是一所醫院，亦曾為黃飛鴻徒弟林世榮後人的武館。
- 灣仔街市，位於灣仔道、皇后大道東交界，建於1937年，典型的包浩斯建築。古物古蹟辦事處將之評定為香港三級歷史建築（已改建）。
- 同德押，位於灣仔軒尼詩道，建於1935年的三級歷史建築，2013年已獲屋宇署批准重建為23層高商廈，2015年8月展開拆卸工程。

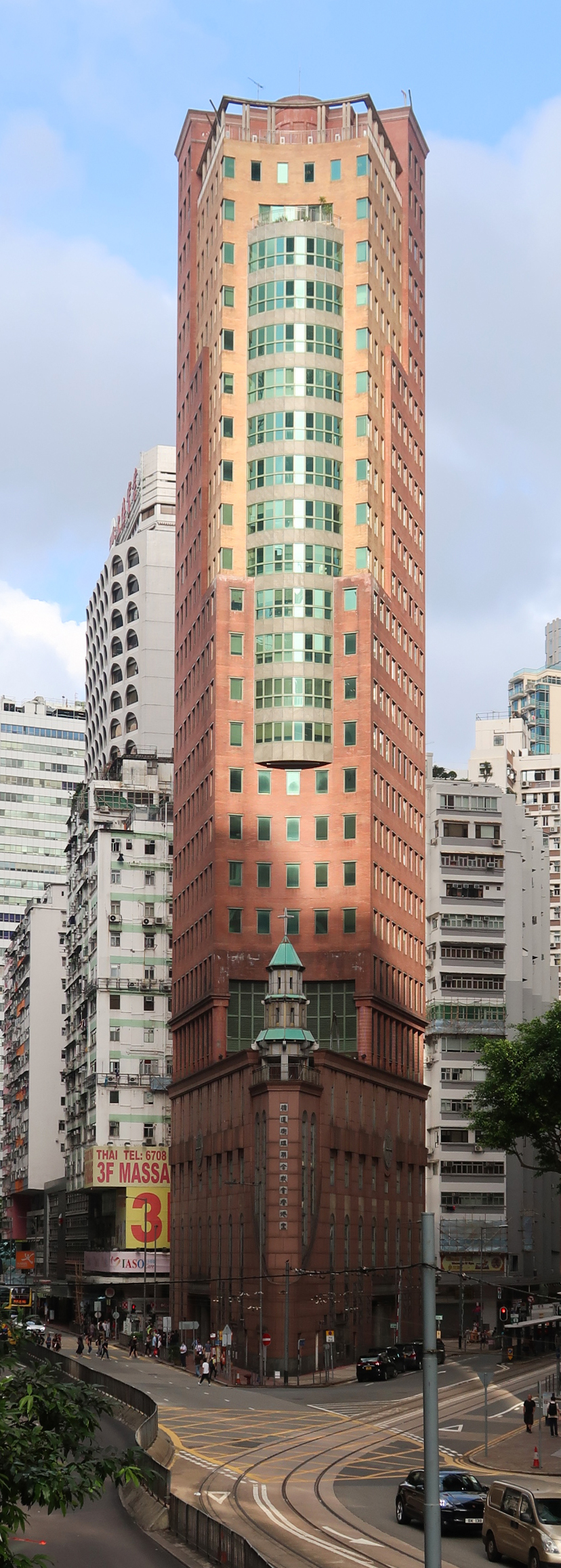
循道衛理大廈

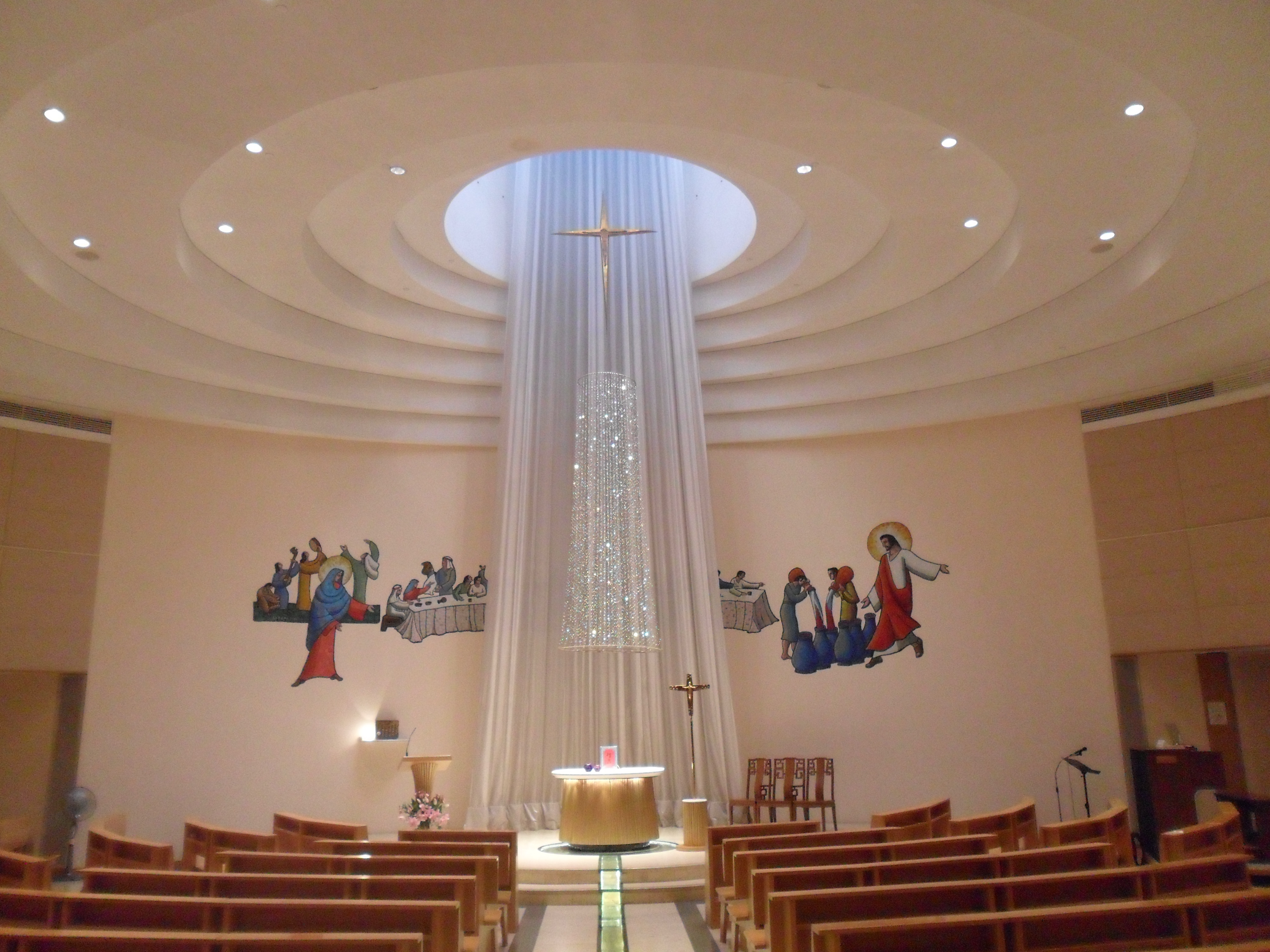
聖母聖衣堂

皇后大道東至莊士敦道電車路之間，是二次大戰前發展的住宅區，有多條很具香港本地特色的街道，部份更仍保留有戰前住宅的特色。例如大王東街與莊士敦道交界即和昌大押所在；克街等都仍然有典型的戰前舊樓。太原街、交加街、灣仔道一帶仍然有傳統的街市。利東街的印刷街；軒尼詩道的循道衛理教堂；星街的聖母聖衣堂；被稱為夏巴油站的德士古大廈等等都是很有特色的建築和社區。
再向海的方向則有戰後1950年代至1960年代香港紅燈區所在地的駱克道、謝斐道，至今仍然有不少酒吧及一些夜總會位於這兩條街道附近，曾經大為有名的杜老誌夜總會亦是位於這裏。最後向北橫過告士打道，進入高速發展的1970年代至1990年代，是商業區及酒店區。有各式的高樓大廈及世界級名建築，見證香港經濟的繁盛及財富的累積。此處名建築物包括有香港會議展覽中心、中環廣場、香港演藝學院等。最接近維多利亞港海旁的，是1997年香港主權移交時典禮使用的會展新翼，和象徵回歸的金紫荊廣場。

## 社區生活

### 飲食
戰後初期灣仔的居民生活一般並不算富裕，因此該區的大部份食肆都提供價廉物美的食物。區內有很多茶餐廳，一種典型的香港式快餐餐廳，售賣奶茶、菠蘿包及蛋撻等地道美食。有些店鋪更售賣廉價中式健康食品，例如售賣涼茶和廿四味等有藥用療效的飲品的涼茶鋪，使居民能節省看醫生的金錢。前香港總督彭定康更於返回英國之前品嚐過灣仔的涼茶。另一種香港式的食肆，大牌檔（大排檔），則是昔日灣仔常見的食肆。雖然用膳環境既炎熱又不衛生，但很多居民都享受那些既便宜又新鮮的中式食品，如腸粉、粥及炒麵等。由於香港政府有意取締大牌檔，大牌檔已所剩無幾。

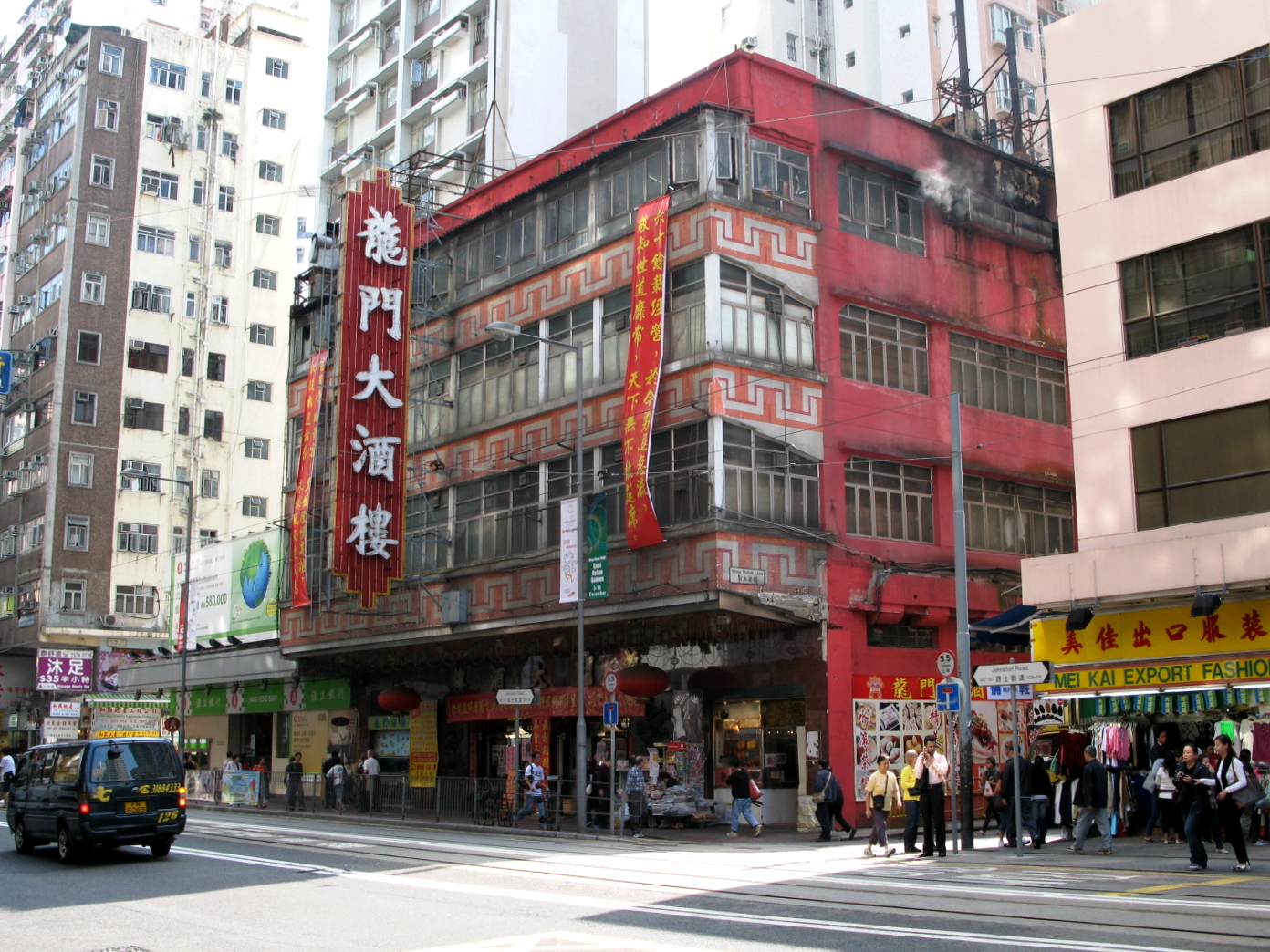
已結業的龍門大酒樓

較有消費能力的居民則較喜愛光顧酒樓（昔日是茶樓）「飲茶」，在喝中國茶之餘品嚐一盅兩件的點心。灣仔區內有三間歷史悠久的著名酒樓，分別為龍門大酒樓、雙喜樓和英京大酒家已走進歷史，1920年代開業、為全港第一間海鮮酒家的新亞怪魚酒家也早已消失，意味著傳統的舊式大酒樓將完全消失於灣仔區。但是區內亦有香港歷史最悠久，已經營逾一世紀的素食餐館東方小祇園。而區內由「食神」韜哥主理的大榮華酒樓提供近百款圍村小菜和經典粵菜，不過因生意差，而於2022年8月日結業。
西式餐廳方面，灣仔早年並不算多，當時較為出名的是售賣牛扒為主的波士頓餐廳。1980年代起，各種地區特式食肆的逐漸踴現於灣仔，常見的有日式、韓式、越式、泰式和印度式。區內亦有很多港式和美式快餐店，謝斐道和駱克道亦有很多酒吧。灣仔可以算是香港作為美食天堂的一個縮影。

### 娛樂[6]
修頓球場（修頓遊樂場）是昔日灣仔的主要地標，現時則仍是區內主要的康樂場地。從前修頓球場早上是等候工作的地點，不少待業者都會等待從事體力勞動的工作。傍晚時份修頓球場搖身一變成為「大笪地」式的「平民夜總會」，售賣食物以及有很多表演，成為當時居民的主要娛樂。今時今日修頓球場依然熱鬧，老人會下象棋和乘涼，青少年則踢足球和打籃球。街頭籃球賽亦不時於修頓球場舉行，吸引了很多愛好這種比賽的人士參賽或觀賽。2005年有組織擬將修頓球場重建，構思頗為大膽，例如改為雙層球場，若然落實，修頓球場則可能再次成為灣仔的主要地標之一。

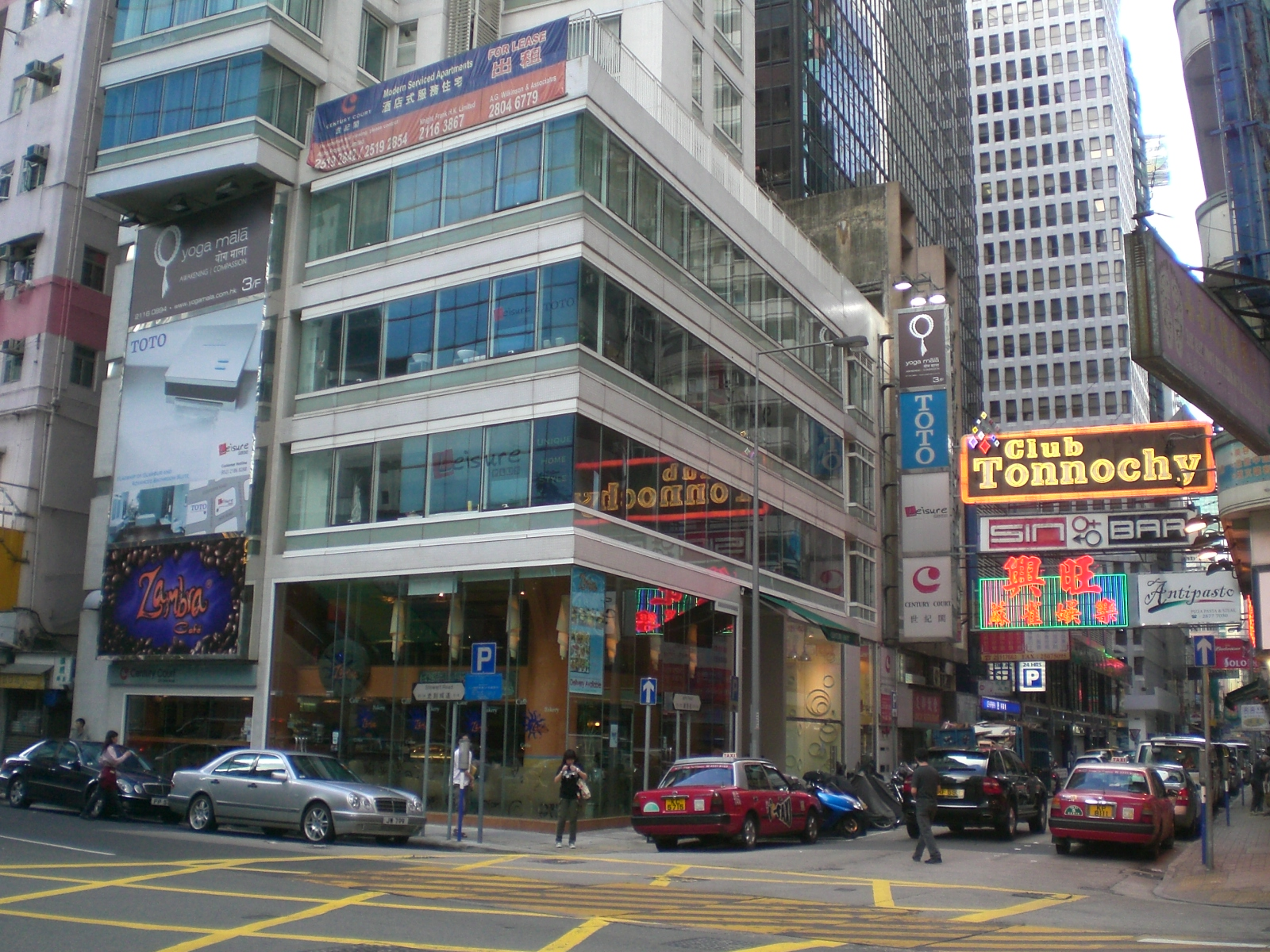
杜老誌夜總會

灣仔亦曾一度擁有為數眾多的電影院，當中很多現已不復存在。已消失的電影院包括：香港大舞台（今合和中心附近）、東方戲院（大有商場）、國泰戲院（灣仔道）、京都戲院（灣仔道近活道）、南洋戲院（摩理臣山道與天樂里的南洋酒店現址）、東城戲院（東城大廈）、國民戲院（駱克道馬師道交界）、環球戲院。
另外盧押道一帶亦有不少酒吧，主要吸引外國人光顧，尤其每當有外國軍艦訪港，上址一帶更吸引各國娼妓留連街上，有如電影《蘇絲黃的世界》裏情節一樣。而區內之新杜老誌夜總會（已結業，現已重新開張並更名杜老誌會），曾為本地富豪銷金窩。由香港導演彭浩翔執導的電影《大丈夫》，就是受新杜老誌於2003年結業的啟發而拍成。

### 教育
二次大戰前後，不少有名的學校都位於灣仔。其中一間由著名的老師，莫敦梅創立。該學校於1919年以書塾的形式成立，然後於1934年改稱為敦梅學校。學校教授的內容包括傳統中國書法及儒家思想等。日本佔領香港的時候學校曾經停辦，戰後學校繼續為較富有家庭的小童提供中式教育。而為回應附近區域的學位緊張，學校也為較貧困的學生提供學費減免。而因為沒有完整校舍，學校經常在灣仔各處戰前唐樓的個別單位上課。這是多數私立中式學校都面對的問題。

### 其他
自開埠至20世紀的灣仔亦為香港島的殯葬區，擁有各式墳場如伊斯蘭教、天主教、猶太教等。灣仔醫院及相關行業林立，如聖佛蘭士街，源於一間同名的醫院（該醫院於重光後結業）、擁有140年歷史的律敦治醫院等等。而現時位於集成中心旁的籃球場，1960年代前為香港殯儀館（後遷至北角現址）及位於東城大廈的萬國殯儀館（後遷至紅磡現址）於灣仔營業，雖然該兩所殯儀館結業多年，但位於天樂里的長生店、花店及相關店舖，營業至八十年代才結業。近年有很多老店和霓虹燈面臨政府的壓力，要求拆除或關閉, 包括  理髮，它佔據了一條小公共後巷 60 多年。最近被一項重要的藝術計劃所吸引，涉及三十多個不同的藝術家, 從畫家、建築師、攝影師到詩人。 （页面存档备份，存于） （页面存档备份，存于）

### 軍事
從20世紀初，灣仔成為主要的嶺南傳統民宅（唐樓）區域，但它也是英國的軍事設施所在地，如軍隊營房和海軍船塢。 海軍船塢亦是灣仔一個著名的路標，因為大多數灣仔的老一輩居民以船塢的英文名「dockyard」之譯音「鐸也」稱呼，現今金鐘及添馬艦一帶。於1941年，灣仔地區受到日本的猛烈攻擊。

## 市區老化及重建

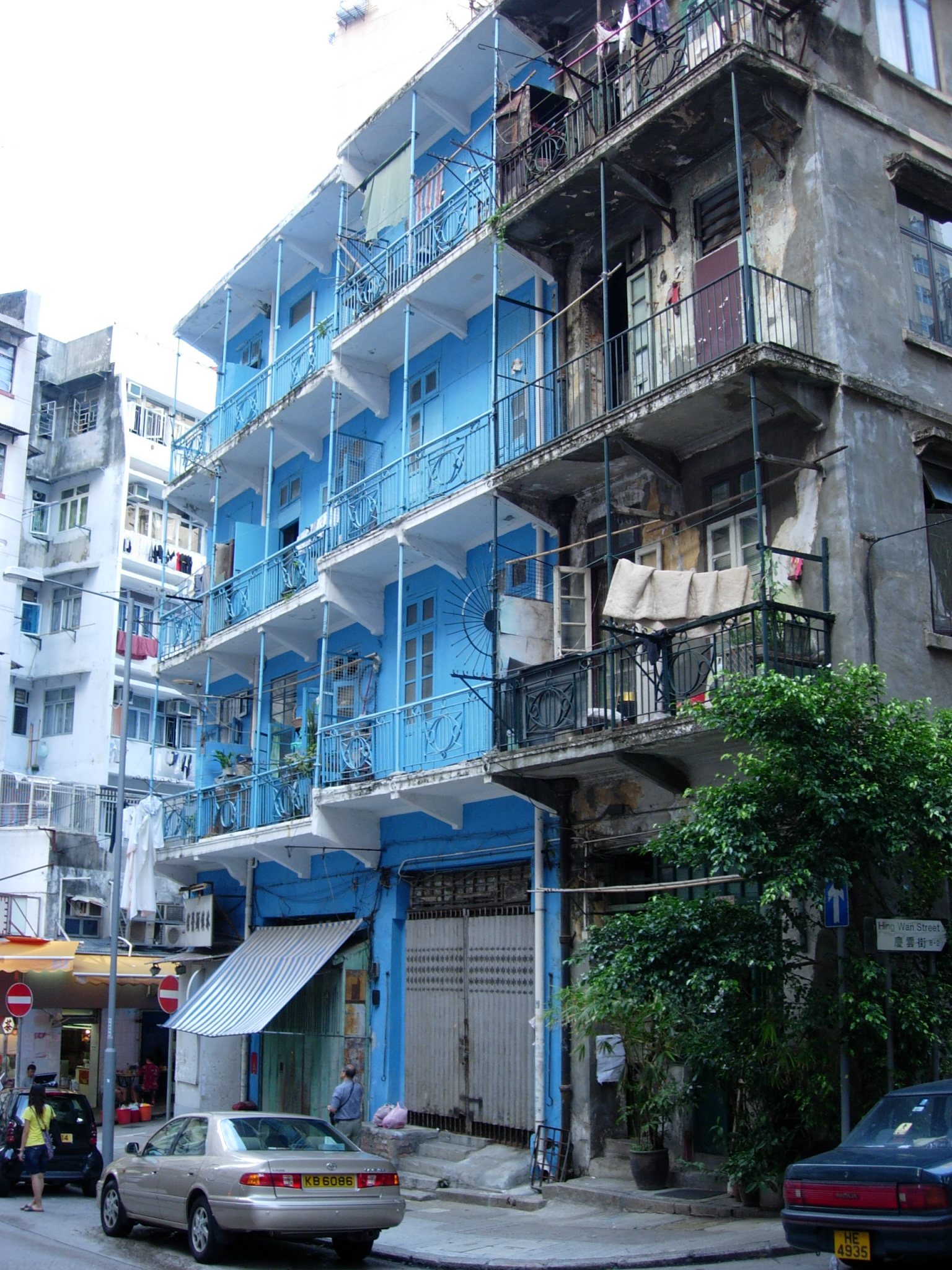
石水渠街藍屋

灣仔面對城市老化的一個嚴重的問題。 為了應付問題，政府開始一系列的都市更新帶領新的生活進入區域。根據規劃署數據顯示於地鐵沿線，如港島、荃灣，官塘各區有9,300座私有大廈，樓齡達到30年以上，而於未來十年內，樓齡達到30年以上將增加將50%。舊樓的問題變成一個需要正視的問題。為加快重建及舊區更新香港政府於2000年7月根據市區重建局法例(第563章)於2001年5月1日成立市區重建局負責市區重建及更新。

### 市區重建

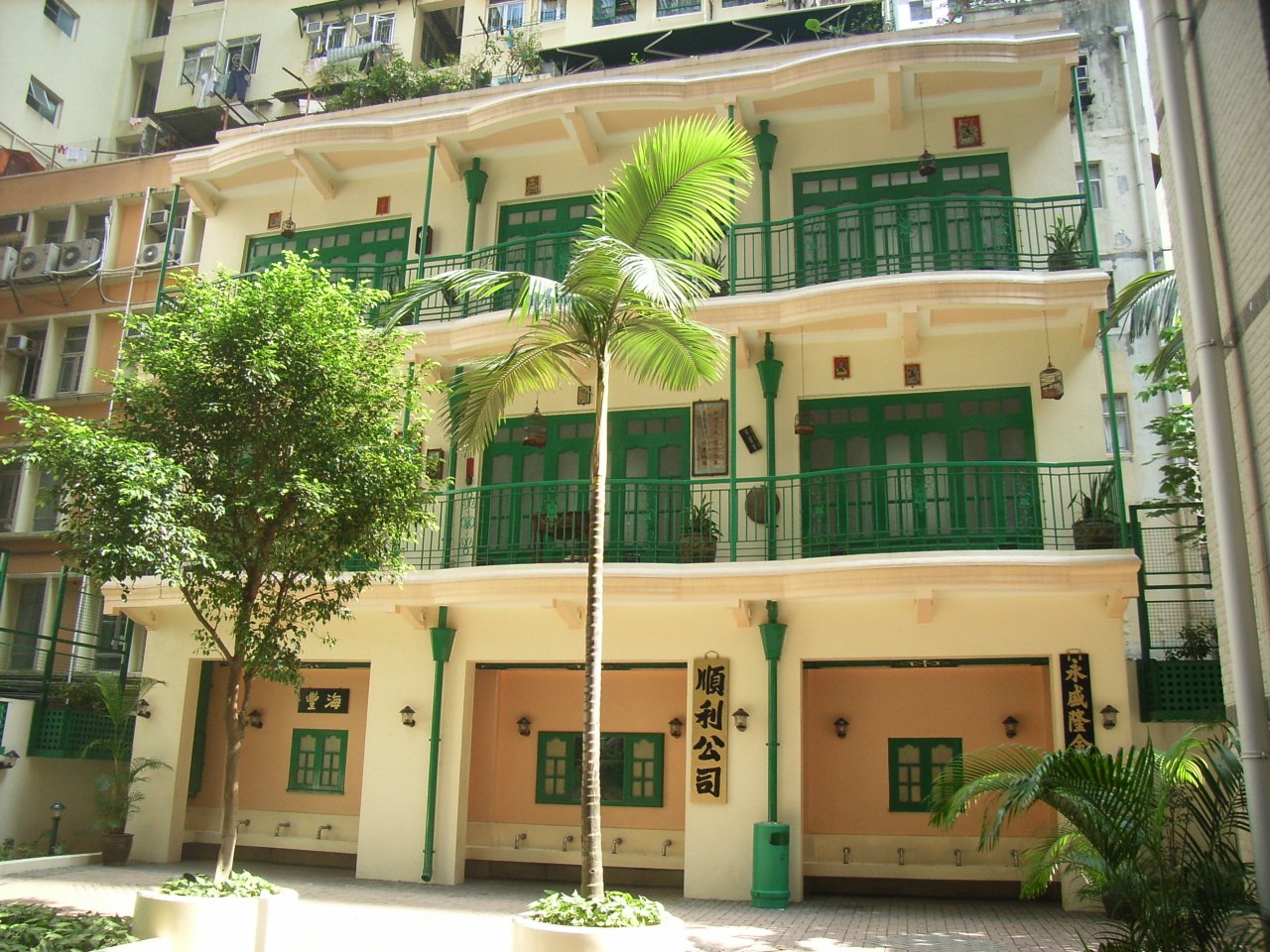
重建後的灣仔李節街

議案開啟了對都市更新問題一個廣泛的評估. 從數據提取的信息關於大廈年齡和情況由保持了規劃、建築、消防、以及民政事務局和土地發展公司（即市區重建局前身）利用作為初步依據為估計對都市更新的需要. 逐漸變成包括區和計劃的發展，運輸，社會人口統計和環境考慮在描述的都市更新項目區域。 許多在優先項目區域在老化的市區的地方化的部分被共同安排及承擔了一種目標區域方法對都市更新。 灣仔是最初描述的九個目標區域之一，聚焦再開發和修復行動以對應的方式。 其他區域是馬頭角、旺角、大角咀、深水埗、油麻地、油塘、觀塘、西營盤及荃灣。

### 目標
雖然市區重建是比較難清楚定義，但多數都是指在較大面積的市區地方進行重新建設，而不只於重建個別樓宇或特定設施中進行更新。市區重建的目標包括：
- 以提供更加開放空間、社區及其他設施，來改善市區環境及基礎建設；
- 提升市區布局、道路網絡及基礎設施；
- 為較舊的建築物進行徹底檢查或重修；
- 使土地能更好地被使用；
- 減少發展及降低人口密度，以舒緩過度擠迫的交通及其他受壓的基礎設施；
- 創造可用土地，以用作如房屋等的各種用途；及
- 在某一地方重新發展，使其可以成為催化劑，因樓宇價值提升可吸引其他私人發展商重新發展周邊的地方。

### 清拆利東街計劃

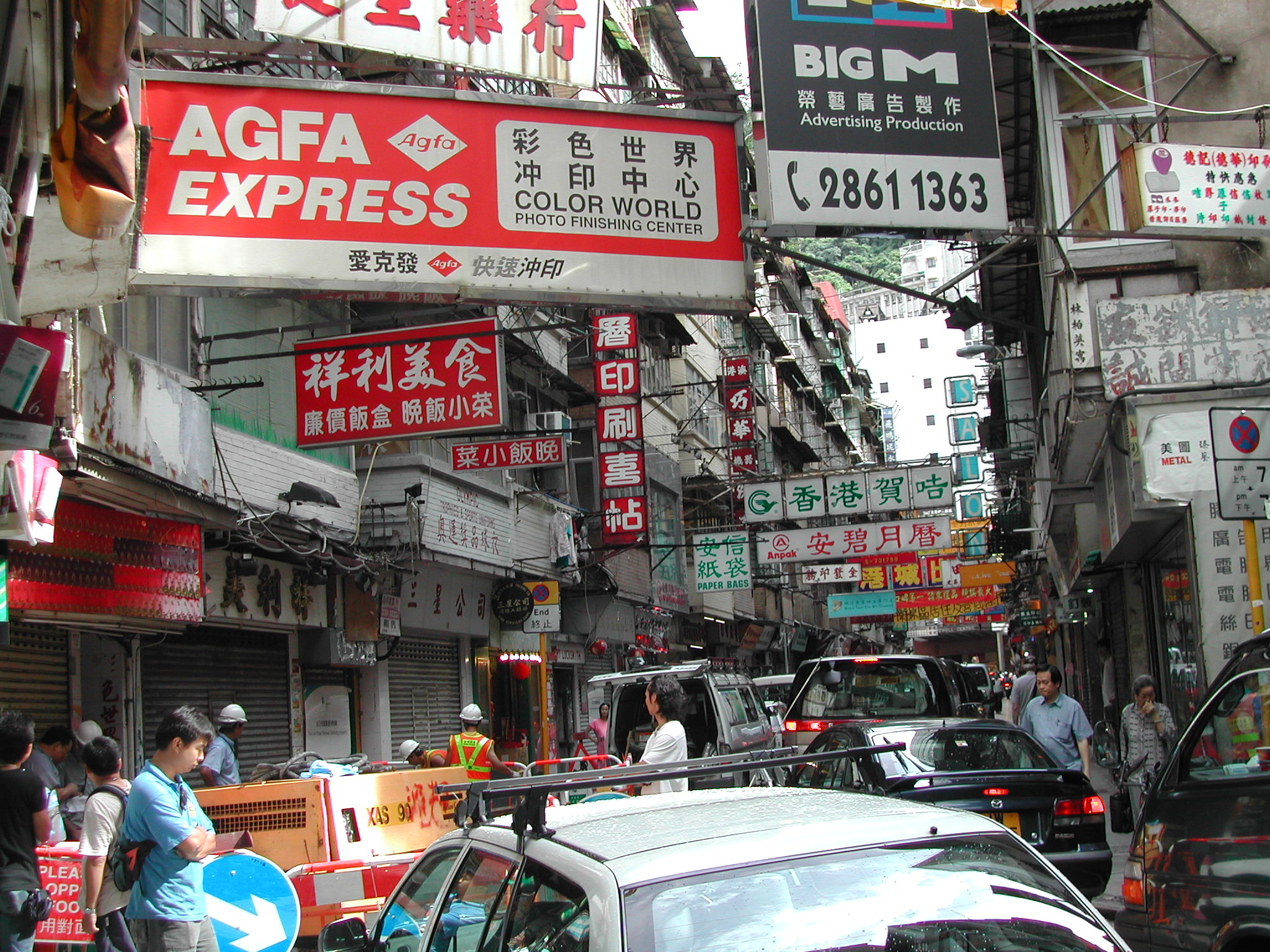
利東街

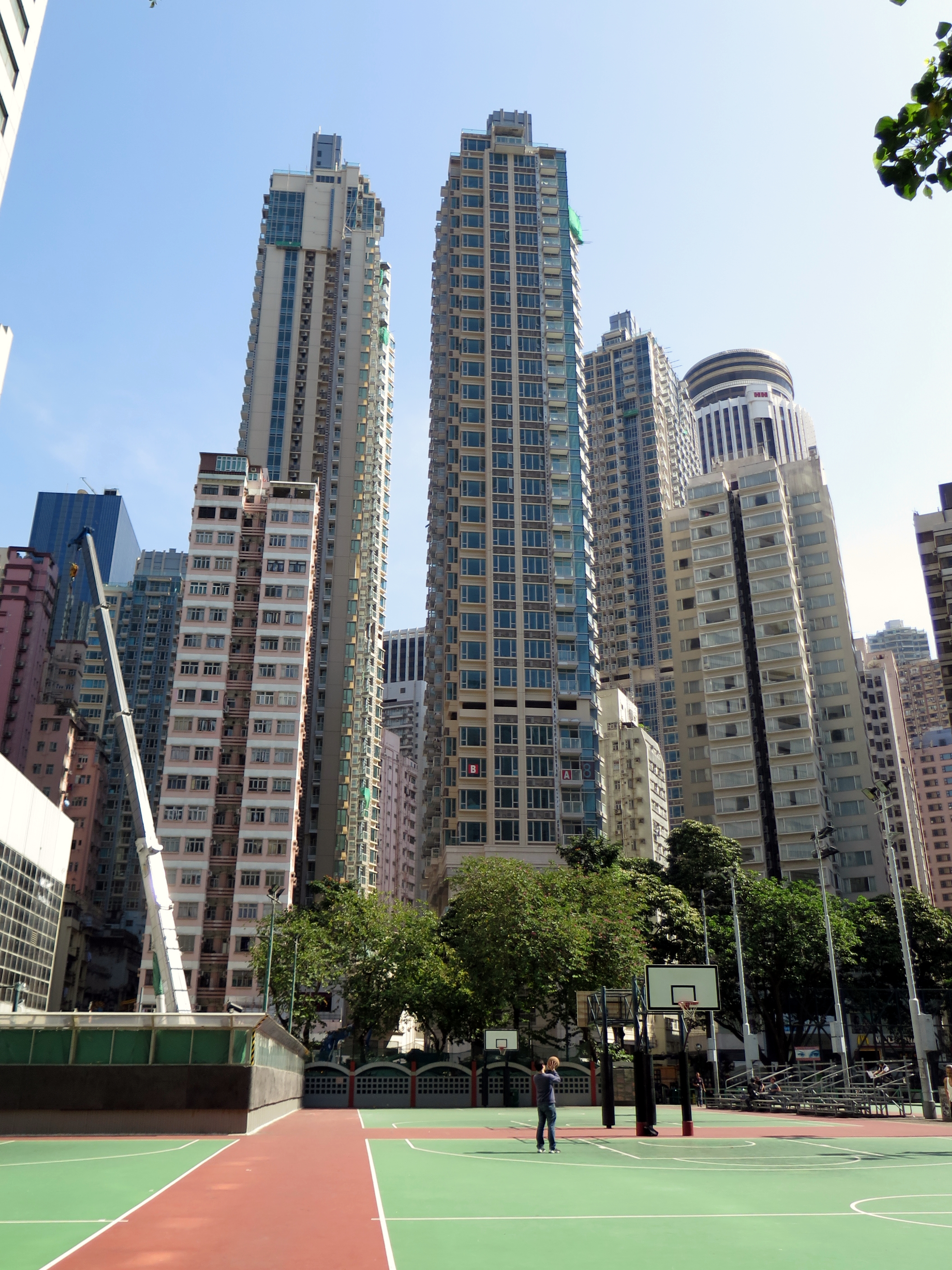
興建中的囍滙 (2015年4月)

灣仔利東街，綽號「喜帖街」，以製作訂製喜帖的印刷店著名，除供應本地市場外，曾有一店舖更接獲一張遠至中東的訂單。儘管當地居民和環保專家努力保存街道的特色，但一系列的戰前唐樓仍如期清拆，使許多東主把他們的商店結業或搬遷。
在2013年3月，發展商信和表示重建項目命名為囍滙（THE AVENUE），將發展包括4幢住宅，整個項目料於2015年落成。基座設商場部分，命名為利東街（Lee Tung Avenue）。商場樓高3層，提供10萬平方呎樓面。地面提供逾170米長的綠化林蔭大道。項目將以中西合璧、新舊交融為發展方向，對灣仔的傳統建築特色予以保留，建築上採用灣仔特色的窗花及舊香港戰前階磚等。預計商場的目標客群中，本地客將佔8成，遊客佔兩成，商場在2015年12月底開幕。

### 灣仔「綠屋」活化為動漫基地
位於灣仔茂蘿街和巴路士街近百年歷史的戰前樓「綠屋」被評為二級歷史建築，經市區重建局完成活化後，命名為「動漫基地」，於2013年7月開幕，內裏設有動漫藝術家的工作室、活動室、展覽空間，以及一個收集印刷及電子漫畫書和雜誌的資源圖書館，地面則有售賣動漫相關產品的零售店鋪。現由香港藝術中心獲批五年主營運合約。
對於外界指建築物招牌的綠色外牆被改，市建局規劃及設計總監馬昭智解釋，建築物早年被政府收購時髹上僅適用於木材的油漆，令磚牆質料被破壞，現髹上二十世紀初原來的黑白色，將建築物回復原貌。

## 可持續發展

### 灣仔發展計劃

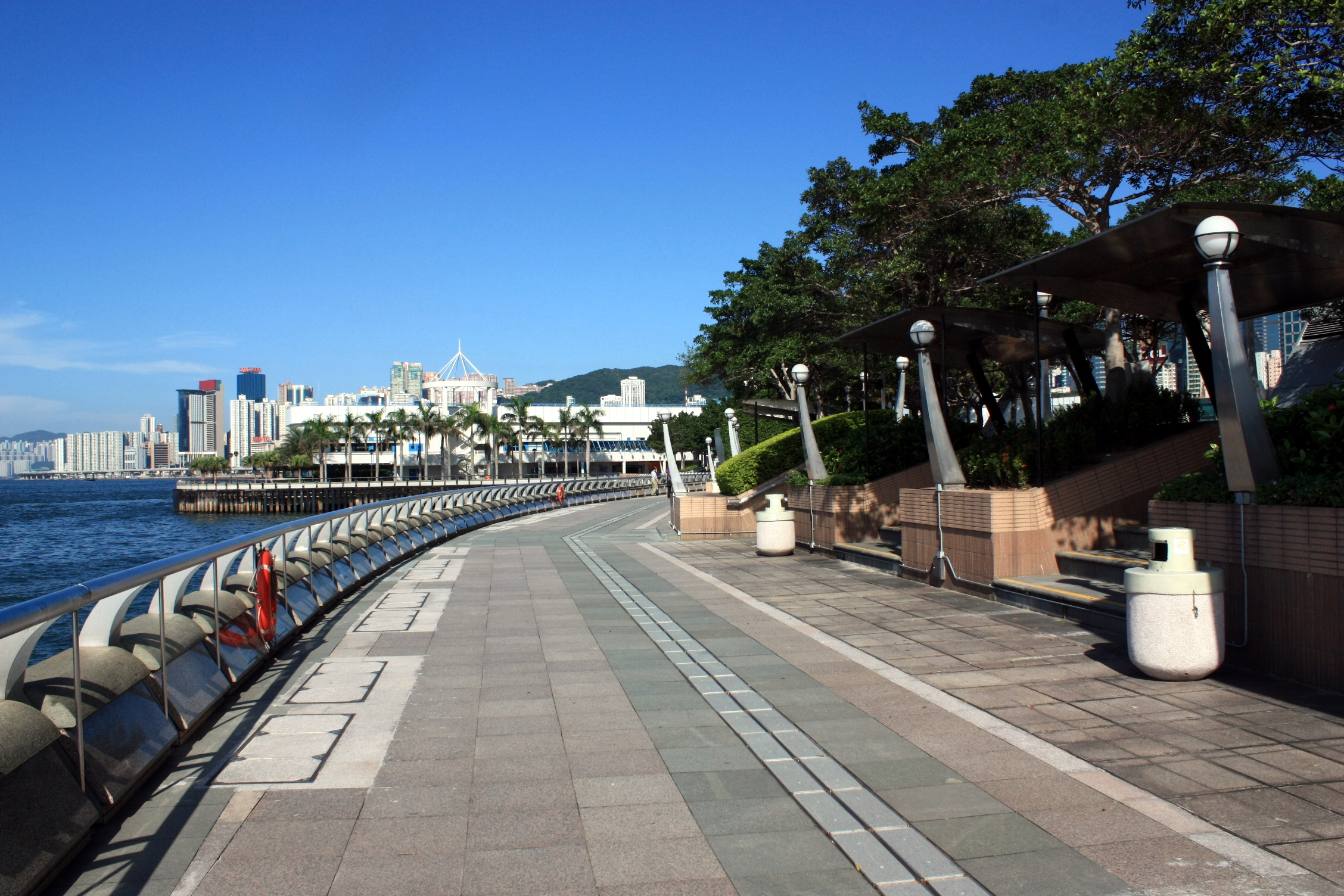
灣仔臨時海濱花園

灣仔發展計劃第一期由1994年4月至1997年6月，主要在香港會議展覽中心對出海面築一個70,000平方米的人工島作為香港會議展覽中心的擴展部分，工程完成後保證附近的水質保持在令人滿意的水平。

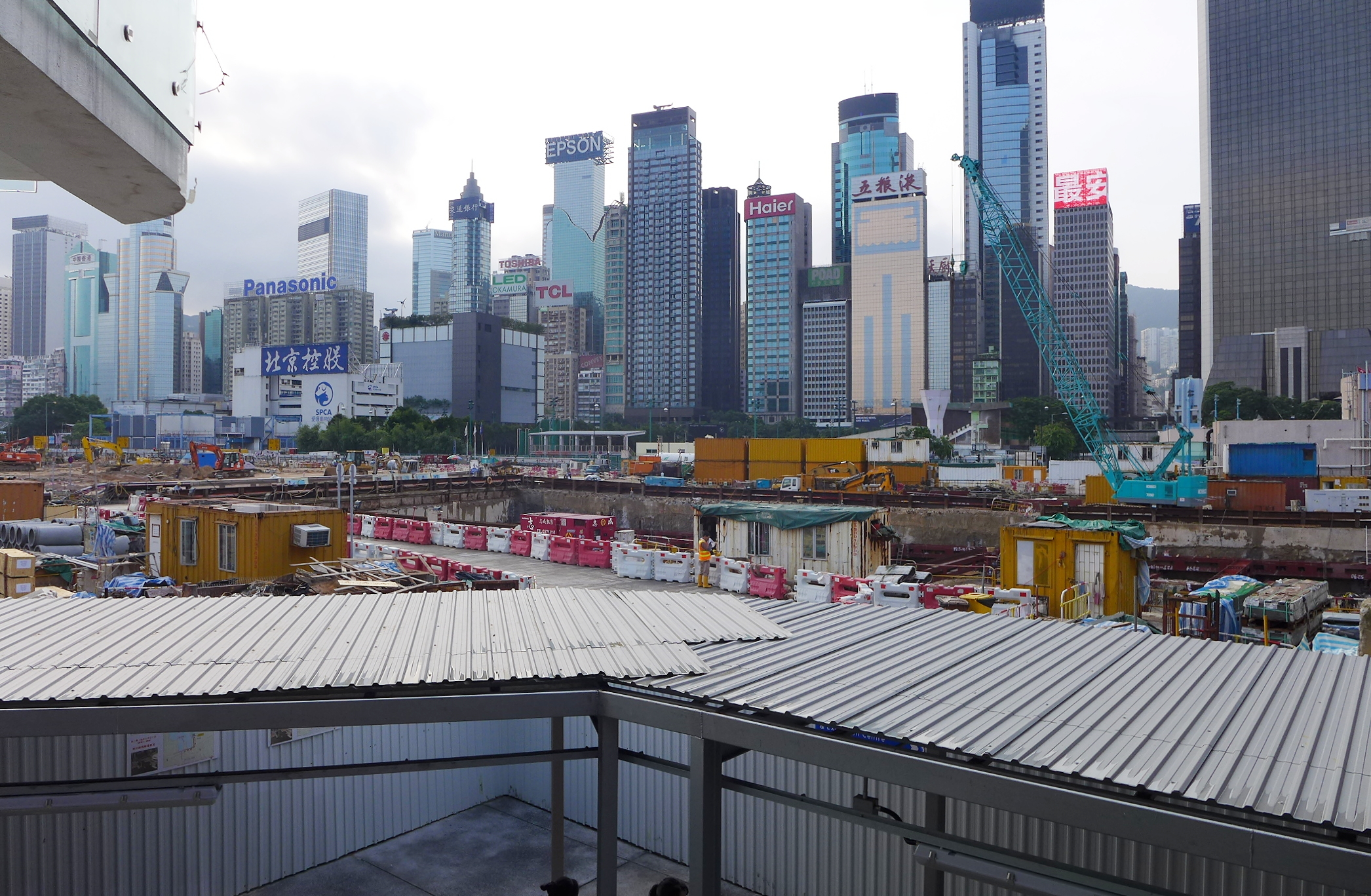
填海工程 (攝影於2014年10月)

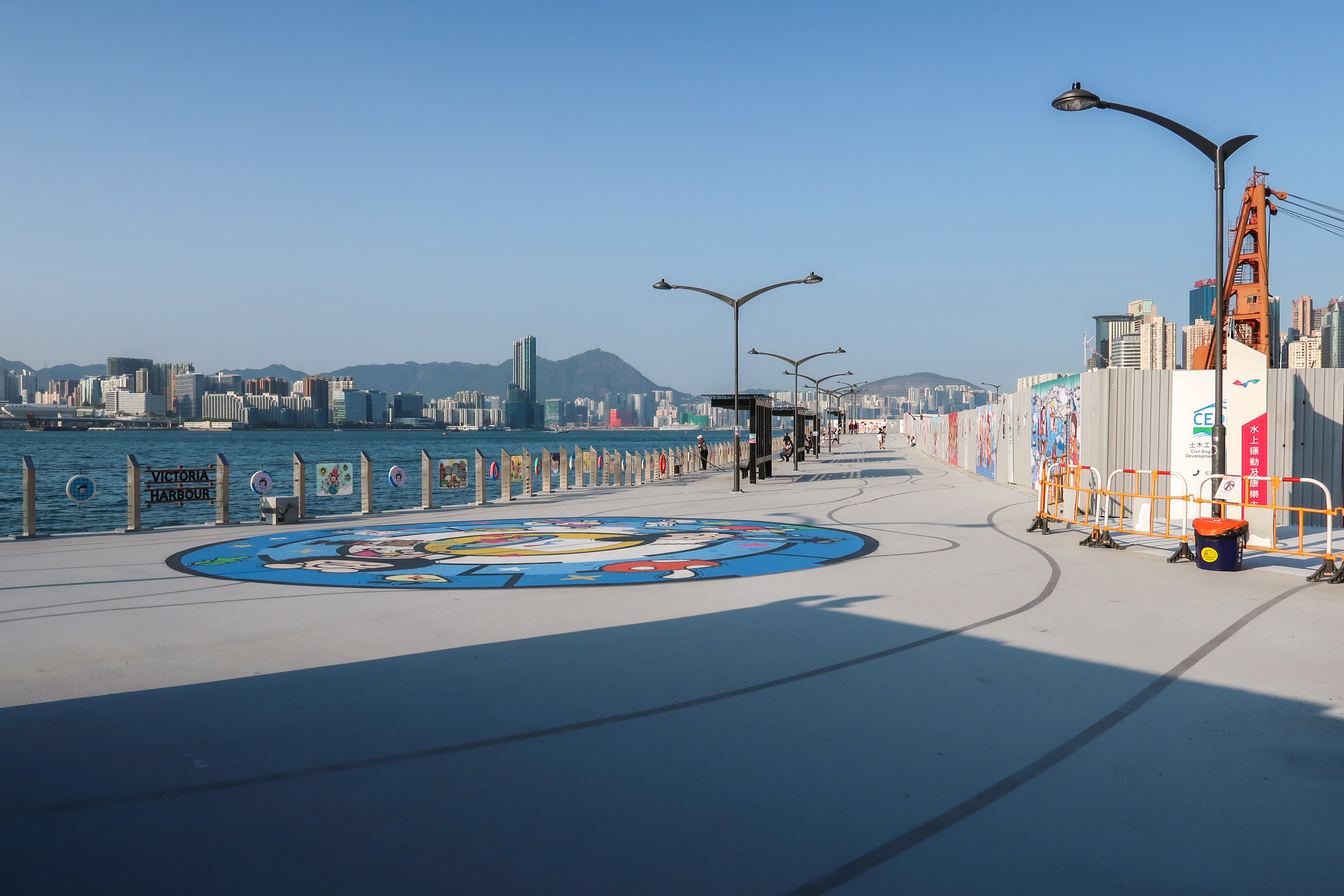
2020年12月落成的第二代灣仔北海濱長廊，規劃作多用途空間

灣仔發展計劃第二期是整個中環及灣仔填海計劃的最後一期工程。這項目以交通基建為主，如中環灣仔繞道、東區走廊連接路、港鐵北港島線及沙田至中環鐵路線的第四條過海隧道段提供土地。在供應土地以容納上述設施之餘，亦同時提供機會在海濱區興建露天廣場、園景作為美化、船隻碇泊區及休憩文娛設施，從而提升香港市民的生活質素。填海計劃將原有的灣仔碼頭被拆卸，以便進行填海工程。
在2015年6月，規劃署展開「灣仔北及北角海濱城市設計研究」，為填海計劃範圍設全面的規劃及設計綱領，作為未來發展海濱優化的指引，以建設灣仔及北角海濱地區成為一個更具吸引力、更方便暢達、更具活力及可持續發展的海濱，供公眾享用。首階段工程在2020年末起陸續完成。

## 旅遊景點
- 香港會議展覽中心
- 金紫荊廣場
- 灣仔海濱長廊 (水上運動及康樂主題區)
- 舊灣仔郵政局
- 藍屋
- 灣仔洪聖廟
- 灣仔電腦城
- 茂蘿街7號
- 虎豹別墅
- 大佛口行人天橋
- 姻緣石

## 著名地點、街道及建築物

### 地點及街道
- 灣仔運動場
- 修頓球場
- 堅拿道
- 堅尼地道
- 寶雲道
- 皇后大道東
- 太原街 - 玩具街及生肖吉祥物
- 利東街 - 喜帖街（因地區重建而消失）
- 克街 - 小食街

### 建築物
- 香港會議展覽中心
- 金紫荊廣場
- 灣仔政府大樓及區域法院
- 稅務大樓
- 入境事務大樓
- 香港警察總部

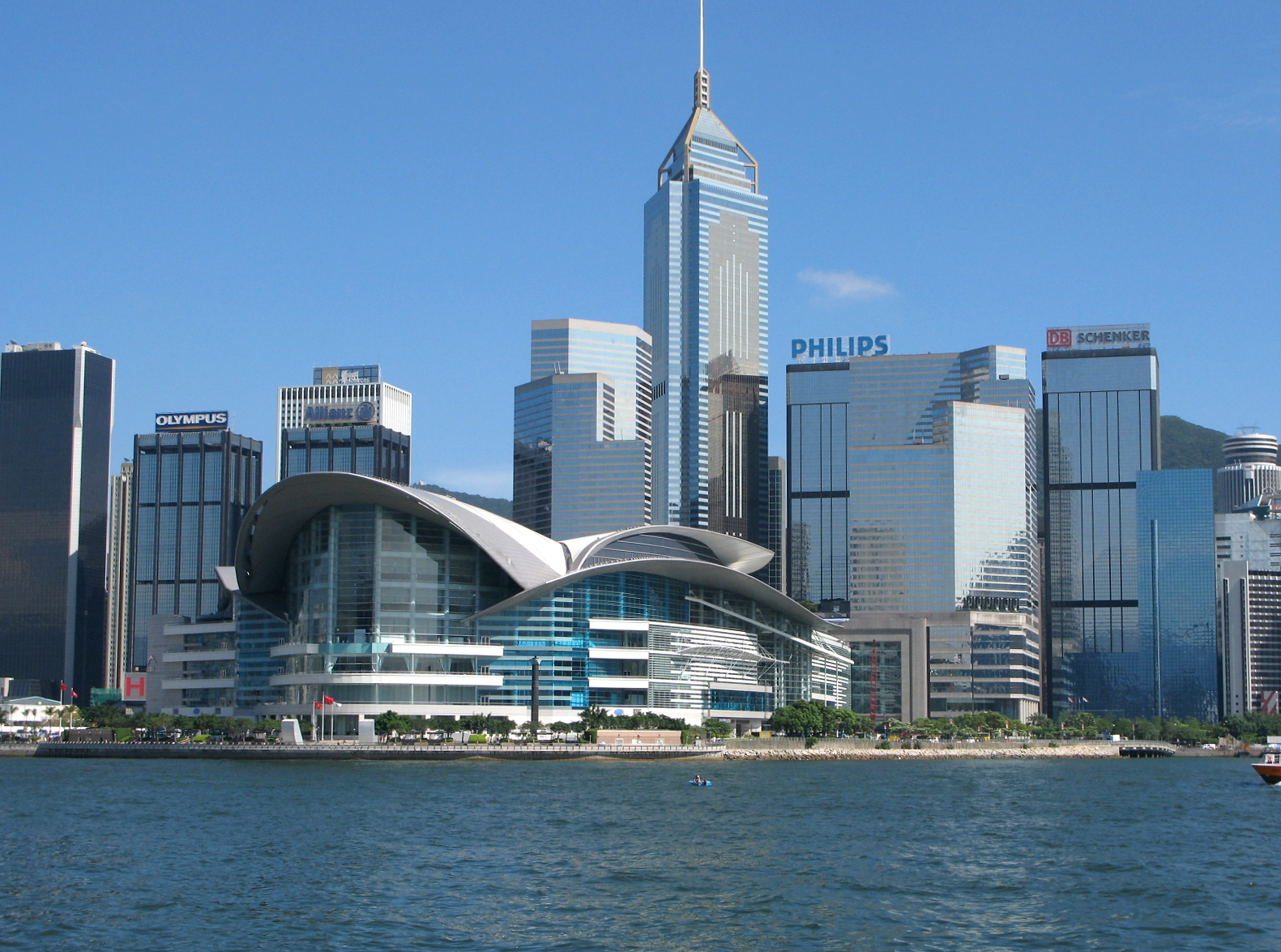
香港會議展覽中心新翼

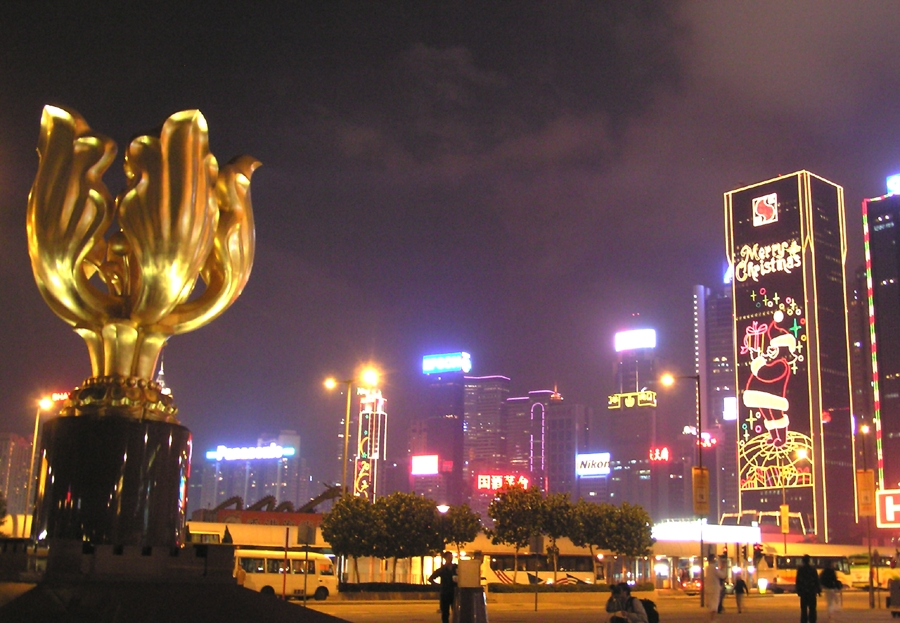
金紫荊廣場

- 灣仔警署，建於1932年，將被活化成為特色酒店，二級歷史建築。
- 灣仔洪聖廟，1860年重建而成，一級歷史建築。
- 灣仔北帝廟，於清同治二年建成，一級歷史建築。
- 舊灣仔郵政局，1915年正式啟用，現為環保署的環境資源中心「環保軒」，法定古蹟。
- 灣仔街市，1937年落成啟用，三級歷史建築，2006年市建局交由華置重建發展，只獲保留部分外牆。
- 律敦治醫院
- 寶雲道姻緣石
- 灣仔碼頭
- 中環廣場
- 新鴻基中心
- 合和中心
- 和昌大押，四座建於1920年代的唐樓，2007年被活化成為餐館與商店。
- 循道衛理香港堂
- 東城大廈，1964至1973年間是最鬧鬼的戲院（東城戲院，1964年更是殯儀館）

### 運動場
- 修頓球場，1934年由時任輔政司修頓夫人爭取建成，讓灣仔的兒童可以「在陽光下奔跑」。
- 灣仔運動場

### 學校
- 香港演藝學院
- 香港華仁書院

## 交通

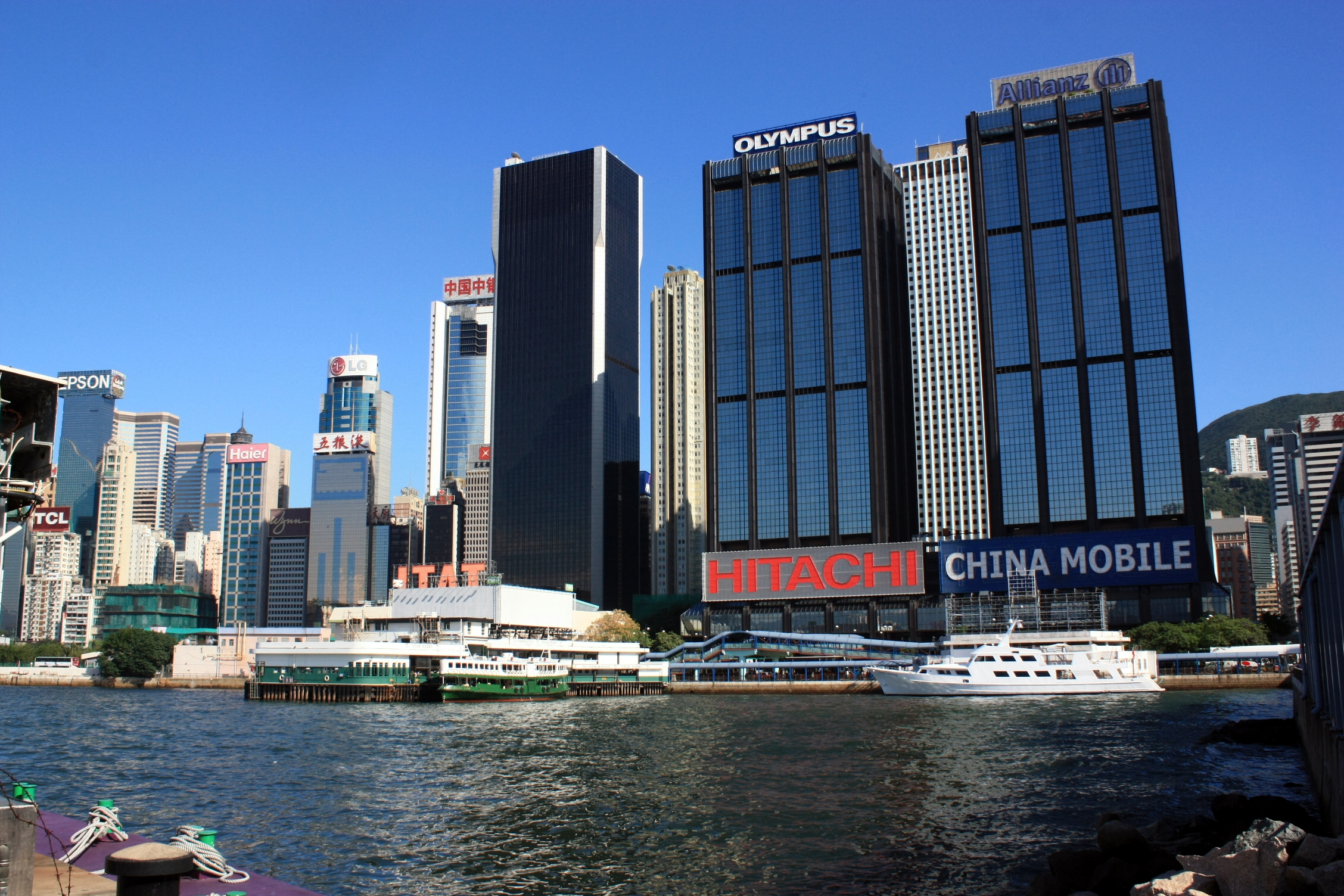
灣仔碼頭

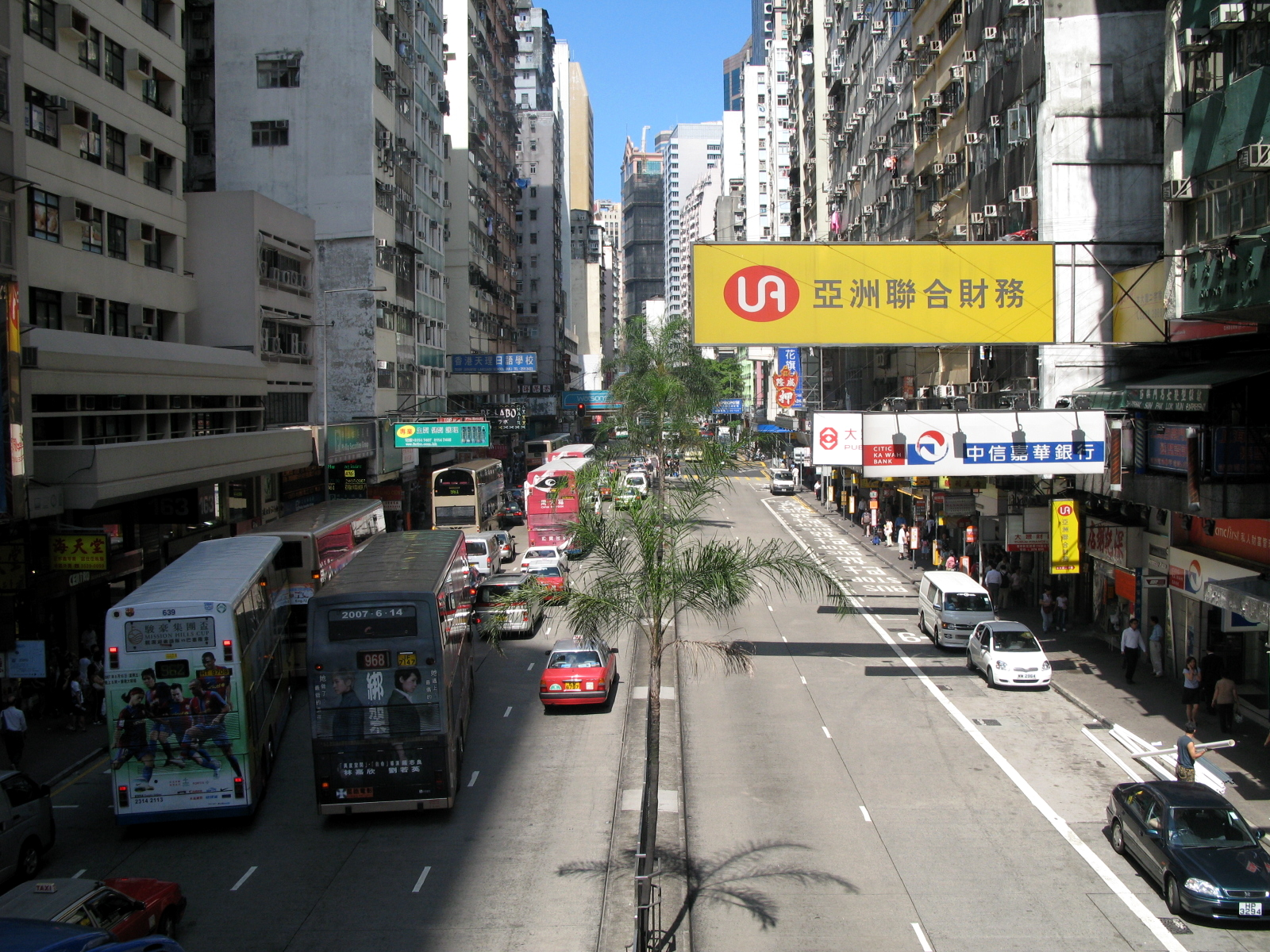
軒尼詩道

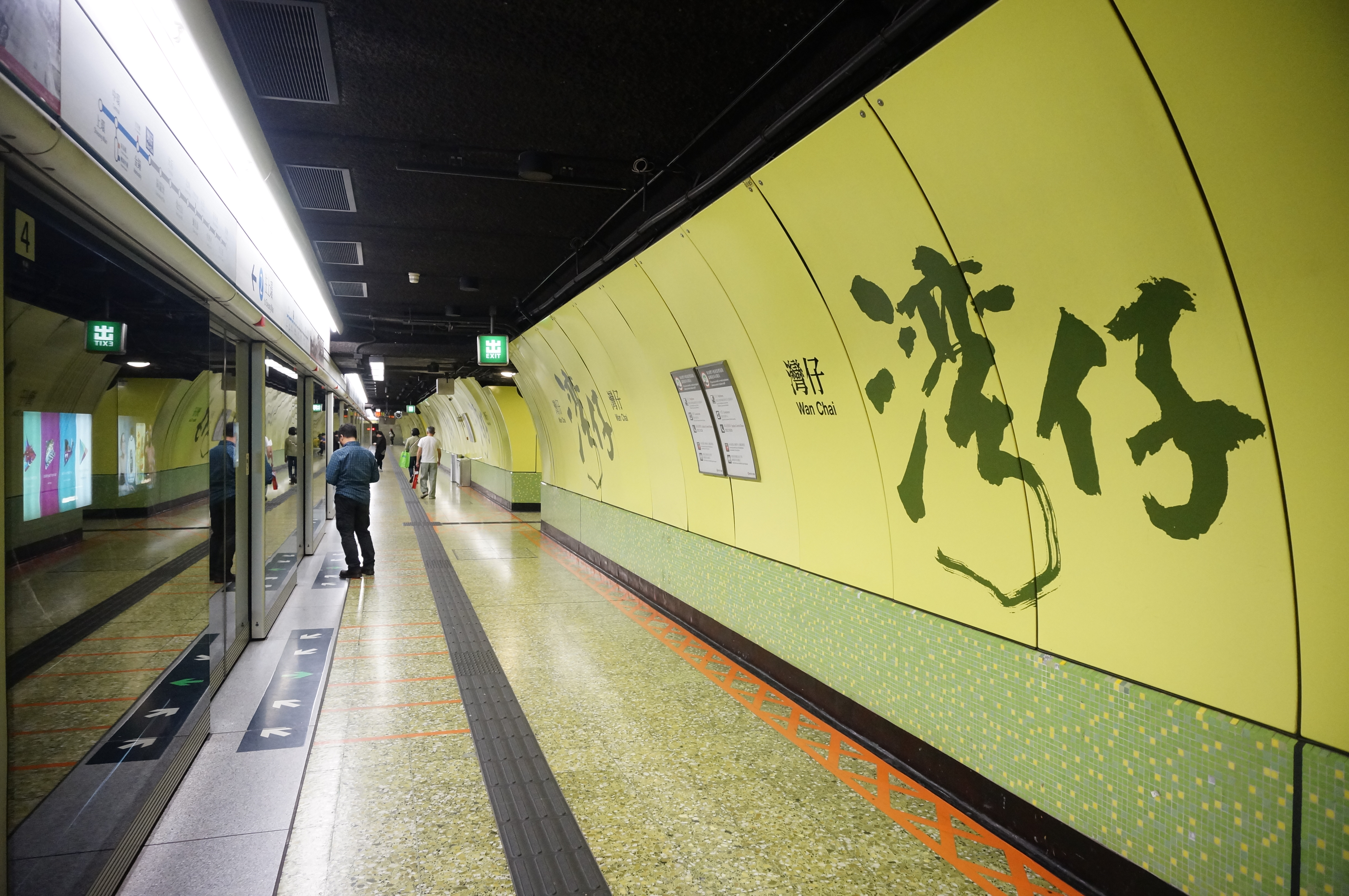
港鐵灣仔站月台

地理上，灣仔位處於香港島中西區與東區之間，因此島上很多主要道路都會經過此區。加上該區通勤人流相當多，因此對高流動性的交通網絡有很大的需求。現時，灣仔已有一個既複雜亦尚算有效率的交通網絡，其中一個原因是因為多次填海造就了區內多條主要道路的建成。一號幹線及四號幹線連接灣仔及香港島其他地方。一如香港市區的很多地方，灣仔居民十分依賴公共交通，而且每日更有600,000通勤人流來往該區及其他地區，故此區內有多種公共交通服務，在繁忙時間時經常水泄不通。

### 主要交通幹道
- 告士打道
- 中環灣仔繞道
- 香港仔隧道
- 堅拿道天橋
- 黃泥涌道天橋
- 軒尼詩道
- 莊士敦道
- 駱克道
- 灣仔道
- 皇后大道東

## 區議會議席分佈
為方便比較，以下列表會東由堅拿道天橋、摩理臣山道、皇后大道東至司徒拔道交界，西至沿香港演藝學院演藝道、香港警察總部(包括灣仔峽地區)為範圍。
| 分域碼頭街、港灣道沿線(北至維多利亞港，南至告士打道) | 部分軒尼詩、部分愛群、部分修頓選區及部分大佛口選區 | 部分軒尼詩、部分愛群、部分修頓選區及部分大佛口選區 | 部分軒尼詩、部分愛群、部分修頓選區及部分大佛口選區 | 部分軒尼詩、部分愛群、部分修頓選區及部分大佛口選區 | 部分軒尼詩、部分愛群、部分修頓選區及部分大佛口選區 | 部分軒尼詩、部分愛群、部分修頓選區及部分大佛口選區 | 灣仔 | 灣仔 | 灣仔 | 灣仔 | 灣仔 | 灣仔 |
| 軒尼詩道沿線(北至告士打道，南至莊士敦道、灣仔道)     | 部分軒尼詩、部分愛群、部分修頓選區及部分大佛口選區 | 部分軒尼詩、部分愛群、部分修頓選區及部分大佛口選區 | 部分軒尼詩、部分愛群、部分修頓選區及部分大佛口選區 | 部分軒尼詩、部分愛群、部分修頓選區及部分大佛口選區 | 部分軒尼詩、部分愛群、部分修頓選區及部分大佛口選區 | 部分軒尼詩、部分愛群、部分修頓選區及部分大佛口選區 | 灣仔 | 灣仔 | 灣仔 | 灣仔 | 灣仔 | 灣仔 |
| 皇后大道東沿線(北至莊士敦道、灣仔道)                 | 部分軒尼詩、部分愛群、部分修頓選區及部分大佛口選區 | 部分軒尼詩、部分愛群、部分修頓選區及部分大佛口選區 | 部分軒尼詩、部分愛群、部分修頓選區及部分大佛口選區 | 部分軒尼詩、部分愛群、部分修頓選區及部分大佛口選區 | 部分軒尼詩、部分愛群、部分修頓選區及部分大佛口選區 | 部分軒尼詩、部分愛群、部分修頓選區及部分大佛口選區 | 灣仔 | 灣仔 | 灣仔 | 灣仔 | 灣仔 | 灣仔 |
| 寶雲道沿線(由灣仔峽道交界至司徒拔道交界)             | 司徒拔道選區                                       | 司徒拔道選區                                       | 司徒拔道選區                                       | 司徒拔道選區                                       | 司徒拔道選區                                       | 司徒拔道選區                                       | 灣仔 | 灣仔 | 灣仔 | 灣仔 | 灣仔 | 灣仔 |
| 寶雲道沿線(至灣仔峽道交界)                           | 修頓選區                                           | 修頓選區                                           | 修頓選區                                           | 修頓選區                                           | 修頓選區                                           | 修頓選區                                           | 灣仔 | 灣仔 | 灣仔 | 灣仔 | 灣仔 | 灣仔 |

註：以上主要範圍尚有其他細微分別，請參閱有關區議會選舉選區分界地圖。